# Rimsko cesarstvo
Rimskega cesarstva ne smemo zamenjevati s Svetim rimskim cesarstvom (843–1806).
Rimsko cesarstvo (latinsko Imperivm Romanvm, grško starogrško Βασιλεία τῶν Ῥωμαίων, Basileía tōn Rhōmaíōn) je bilo obdobje starega Rima, ki je sledilo Rimski republiki. Kot država je obsegalo veliko ozemlje okoli Sredozemskega morja do reke Ren in Velike Britanije v Evropi, severni Afriki in zahodni Aziji. V tem obdobju so Rimu vladali cesarji. Od začetka vladavine cesarja Avgusta do vojaške anarhije v 3. stoletju  je bila država principat z Italijo kot metropolo provinc in Rimom kot edino prestolnico (27 pr. n. št. -  286 n. št.). Po krizi 3. stoletja se je cesarstvo razdelilo na Zahodno rimsko cesarstvo in Vzhodno rimsko cesarstvo (znano tudi kot Bizantinsko cesarstvo). Vsako izmed novo nastalih cesarstev je imelo svojega cesarja, uradna prestolnica obeh cesarstev pa je do leta 476 ostal Rim. Tega leta so Odoakerjevi Ostrogoti zasedli Raveno in odstavili zadnjega zahodnorimskega cesarja Romula Avgusta, zato so cesarske insignije prenesli v Konstantinopel. S sprejetjem krščanstva kot državne vere Rimskega cesarstva leta 380 in padcem Zahodnega rimskega cesarstva se je končalo obdobje klasične antike in začel srednji vek. Ti dogodki in postopna helenizacija Vzhodnega rimskega cesarstva so razlog, da zgodovinarji srednjeveško Rimsko cesarstvo, ki je ostalo v vzhodnih rimskih provincah, imenujejo Bizantinsko cesarstvo. 
Prvi dve stoletji cesarstva sta bili obdobje stabilnosti in razcveta brez primere, znano tudi kot Pax Romana (rimski mir). V 3. stoletju je cesarstvo doživelo krizo, ki je ogrozila njegov obstoj, saj sta se odcepili Galsko in Palmirsko cesarstvo. Na prestolu se je zvrstila vrsta kratkoživih cesarjev, pogosto legionarjev in pogosto več hkrati. Cesarstvo je ponovno združil Avrelijan (270–275). Dioklecijan je poskusil stabilizirati cesarstvo in ga je leta 286 razdelil na latinski zahod in grški vzhod. V 4. stoletju so se po Milanskem ediktu iz leta 313 začeli na vplivne državne položaje vzpenjati kristjani. Kmalu zatem se je začelo obdobje velikih selitev, obsežnih vpadov germanskih ljudstev in Hunov pod vodstvom Atile, kar je pripeljalo do propada Zahodnega rimskega cesarstva. S padcem Ravene pod germanske Herule in z Odoakerjevo odstavitvijo cesarja Romula Avgusta leta 476 je Zahodno rimsko cesarstvo dokončno propadlo, kar je formalno potrdil vzhodnorimski cesar Zenon leta 480. Nekatere države na ozemljih nekdanjega Zahodnega rimskega cesarstva so se kasneje imele za njegove dediče in so se potegovale za vrhovno oblast rimskih cesarjev. Najpomembnejše med njimi je bilo Sveto rimsko cesarstvo. Vzhodno rimsko cesarstvo je preživelo še celo tisočletje, dokler niso Konstantinopla leta 1453 zavzeli osmanski Turki  pod vodstvom sultana Mehmeda II.
Zaradi velikega ozemlja in dolgega obstoja Rimskega cesarstva so rimske upravne prakse in kultura močno in trajno vplivale na razvoj jezika, religije, umetnosti, arhitekture, filozofije, prava in oblik vladanja ne samo na ozemlju, ki ga je obsegalo, temveč tudi daleč preko meja. Jezik Rimljanov se je razvil v romanske jezike srednjeveškega in modernega sveta, medtem ko je klasična grščina postala jezik Vzhodnega rimskega cesarstva. Sprejetje krščanstva v cesarstvu je privedlo do oblikovanja srednjeveškega krščanstva. Grška in rimska umetnost sta močno vplivali na italijansko renesanso. Rimska arhitekturna tradicija je služila kot osnova za romansko, renesančno in neoklasično arhitekturo, močno pa je vplivala tudi na islamsko arhitekturo. Rimsko pravo ima naslednike v mnogih današnjih pravnih sistemih, na primer v Napoleonovem zakoniku, pa tudi v francoskem in italijanskem sodobnem pravu; rimske republiške institucije so pustile trajno zapuščino, ki je vplivala na srednjeveške italijanske mestne republike in države, pozneje pa tudi na politično ureditev v ZDA in drugih modernih demokratičnih republikah.

## Zgodovina

### Prehod iz republike v cesarstvo
Rim se je začel širiti kmalu po ustanovitvi republike v 6. stoletju pr. n. št., preko meja Apeninskega polotoka pa v 3. stoletju pr. n. št. To pomeni, da je bila država imperij (nadvlada močne države nad šibkejšimi) že dolgo preden je dobila prvega cesarja. Rimska republika ni bila nacionalna država v sodobnem smislu, ampak mreža mest, ki so ohranila različno stopnjo neodvisnosti od rimskega senata, in provinc, ki so jih upravljali vojaški poveljniki. V obdobju republike še niso vladali cesarji, temveč letno izvoljeni predstavniki senata, predvsem rimski konzuli. Konzulova vojaška moč je temeljila na rimskem pravnem konceptu imperium, ki dobesedno pomeni poveljevanje, običajno v vojaškem smislu. Občasno so uspešni konzuli prejeli častni naslov imperator (poveljnik). Z njim so naslavlali tudi zgodnje cesarje. Naziv imperator takrat ni imel istega pomena kot danes, temveč je bil samo izrecno priznanje vojaških sposobnosti. Podobno tudi diktator še ni pomenil samodržca, pač pa osebo, ki jo je senat pooblastil, da reši trenutno izredno stanje.
Iz različnih razlogov je bilo 1. stoletje pr. n. št. čas političnih in vojaških preobratov, ki so na koncu privedli do vladavine cesarjev. 
Rim je od konca 2. stoletja pr. n. št. trpel v dolgotrajnem nizu notranjih konfliktov, zarot in državljanskih vojn, hkrati pa močno razširil svojo moč izven Italije. To je bilo obdobje krize Rimske republike. Proti koncu te dobe, leta 44 pr. n. št., je bil Julij Cezar za kratek čas imenovan za večnega diktatorja, dokler ni bil še isto leto umorjen. Njegove atentatorje sta Mark Antonij in Cezarjev posvojeni sin Oktavijan pregnala iz Rima in jih v bitki pri Filipih leta 42 pr. n. št. tudi premagala. Delitev rimskega sveta med Markom Antonijem, Oktavijanom in Lepidom ni trajala dolgo, saj je Lepid, ker se je odločil, da bo postal duhovnik vse svoje ozemlje in vojaške sile predal Oktavijanu. Oktavijanove sile so v bitki pri Akciju leta 31 pr. n. št. premagale združene sile Marka Antonija in Kleopatre, s čimer se je končala zadnja vojna Rimske republike. Leta 27 pr. n. št. so senat in prebivalci Rima Oktavijana razglasili za princepsa (prvega državljana) in Avgusta (čaščeni) s prokonzulskim imperiumom, s čimer se je začel Principat, prvo obdobje rimske cesarske zgodovine. 
Stare republiške državne ustanove in politični mehanizmi so ostali v veljavi in republika je še vedno obstajala, vendar so Avgustovi sodobniki vedeli, da ima dejansko Avgust v Rimu vso pomembno oblast. Ker je njegova vladavina končala stoletje državljanskih vojn in začela obdobje miru in blaginje brez primere, je bil tako priljubljen, da je de facto, če ne de jure, vladal kot kralj. V letih njegove vladavine se je deloma organsko in deloma načrtno pojavil nov ustavni red, ki je po njegovi smrti veljal tudi v času njegovega naslednika Tiberija.

### Pax Romana
Obdobje med letoma 27 pr. n. št. in 180 n. št. se tradicionalno šteje za Pax Romana (rimski mir). V teh dveh stoletjih je cesarstvo doživelo stabilnost in ekonomski razcvet brez primere. Utrjevanje cesarstva je spodbujalo družbeno stabilnost in gospodarsko blaginjo, kakršnih Rim še nikoli ni doživel. Upori v provincah so bili redki, kljub temu pa so jih, ko so se zgodili, neusmiljeno in hitro zatrli. Država je dosegla svoj največji ozemeljski obseg med Trajanovo vladavino (98–117). 
Avgustov uspeh pri vzpostavljanju načel dinastičnega nasledstva je bil omejen, saj je zapustil številne nadarjene potencialne dediče. Julijsko-klavdijska rodbina je dala še štiri cesarje - Tiberija, Kaligulo, Klavdija in Nerona -, preden je v 69. letu našega štetja popustila v nestabilnem letu štirih cesarjev, iz katerega je kot zmagovalec izšel Vespazijan. Vespazijan je postal ustanovitelj kratke rodbine Flavijcev, sledila mu je rodbina Nerva – Antonin, ki je ustvarila 'pet dobrih cesarjev': Nervo, Trajana, Hadrijana, Antonina Pija in filozofsko navdahnjenega Marka Avrelija.
Obdobje rimskega miru pa je hkrati povečalo notranje težave in v času vladavine cesarja Komoda (177–192) se je začel zaton cesarstva.

### Padec na zahodu in preživetje na vzhodu
Grški zgodovinar Kasij Dion, sodobni opazovalec dogodkov, je pričetek vladanja cesarja Komoda leta 180 n. št. označil kot spust »iz zlatega kraljestva v zarjavelo in železno« - znamenit komentar, ki je privedel nekatere zgodovinarje, zlasti npr. Edwarda Gibbona, da Komodovo vladavino jemljejo kot začetek propada Rimskega cesarstva.
Leta 212 n. št. so v času vladavine Karakale vsem svobodno rojenim prebivalcem cesarstva podelili rimsko državljanstvo. Toda kljub tej gesti univerzalnosti je bilo obdobje Severske dinastije burno - cesarjeva vladavina se je običajno končala z njegovim umorom ali usmrtitvijo - in po njenem propadu je Rimsko cesarstvo zajela kriza tretjega stoletja, obdobje invazij, civilnih nesoglasij, gospodarske nestabilnosti in ne nazadnje tudi kuge, ki je pomorila dobršen del prebivalstva. Pri opredeljevanju zgodovinskih obdobij se na to krizo včasih gleda kot na prehod iz klasične antike v pozno antiko. Avrelijan (vladal 270–275) je cesarstvo vrnil z roba propada in ga utrdil. Dioklecijan je zaključil delo popolne obnove cesarstva, vendar je zavrnil vlogo princepsa in postal prvi cesar, ki je sam sebe imenoval dominus, gospodar. Dioklecijanova vladavina je prinesla tudi najbolj usklajeno preganjanje krščanstva.
Dioklecijan je leta 293 uvedel tetrarhijo, vladavino štirih (vladarjev), s katero je končal krizo 3. stoletja. Prvi korak k njeni vzpostavitvi je bila diarhija, vladavina dveh (vladarjev), ki se je začela leta 285 z imenovanjem generala Maksimijana za Dioklecijanovega socesarja. Dioklecijan je kot starejši cesar nosil naslov avgust, Maksimijan kot mlajši cesar pa naslov cezar. Naslednje leto sta si cesarstvo razdelila: Maksimijan je prevzel oblast na Zahodu, Dioklecijan pa na Vzhodu. Leta 293 je bilo treba zaradi krize v cesarstvu reševati številne civilne in vojaške probleme, zato je Dioklecijan z Maksimijanovim soglasjem cesarski kolegij razširil: Maksimijana je povišal v avgusta in imenoval dva nova cezarja - Galerija in Konstancija Klora in nastala je tetrarhija. Leta 305 sta Dioklecijan in Maksimijan odstopila in se umaknila z oblasti, Konstancij in Galerij pa sta postala nova avgusta, za nova cezarja pa sta imenovala Severja II. in Maksimina Dajo. Dioklecijan je ostanek življenja preživel v današnjem Splitu.
Leta 313 je tetrarhija razpadla. Notranji red v državi je sčasoma obnovil Konstantin Veliki. Za prestolnico Vzhodnega rimskega cesarstva je izbral Bizanc, ki se je kasneje po njem preimenoval v Konstantinopel (sodobni Istanbul). V desetletjih Valentinijanske in Konstantinske dinastije je bilo cesarstvo razdeljeno po osi vzhod – zahod s centroma moči v Konstantinoplu in Rimu. Vladavina Julijana, ki je pod vplivom svojega svetovalca Mardonija poskušal obnoviti klasično rimsko in helenistično religijo, je le za kratek čas prekinila vladavino krščanskih cesarjev. Teodozij I., zadnji cesar, ki je vladal tako na Vzhodu kot na Zahodu (glej: Bitka pri Mrzli reki, pri današnji Vipavi), je umrl leta 395 n. št., ko je krščanstvo postalo uradna vera cesarstva.
Kmalu zatem je obdobje preseljevanj, v katerem je prihajalo do obsežnih vpadov germanskih ljudstev in Hunov pod vodstvom Atile, pripeljalo do propada Zahodnega rimskega cesarstva. S padcem Ravene, ki so jo zavzeli germanski Heruli, in z Odoakerjevo odstavitvijo Romula Avgusta leta 476 je zahodno rimsko cesarstvo dokončno propadlo. Vzhodnorimski cesar Zenon ga je formalno odpravil leta 480 n. št. Kljub temu so nekatere države na ozemljih nekdanjega zahodnega rimskega cesarstva kasneje trdile, da so podedovale vrhovno oblast rimskih cesarjev, predvsem Sveto rimsko cesarstvo. Vzhodno rimsko cesarstvo je preživelo še celo tisočletje, dokler Konstantinopla leta 1453 niso zavzeli Turki pod vodstvom sultana Mehmeda II. Zahodno Rimsko cesarstvo je začelo razpadati v začetku 5. stoletja, ko so germanske migracije in invazije prevladale nad zmožnostjo cesarstva, da asimilira migrante in se (skupaj z njimi) bori proti novim napadalcem. Rimljani so se uspešno borili proti vsem zavojevalcem, tudi proti najbolj znanemu Atili, čeprav je cesarstvo asimiliralo toliko germanskih ljudstev z dvomljivo zvestobo Rimu, da je začelo razpadati. Večina kronologij postavlja konec Zahodnega rimskega cesarstva v leto 476, ko je germanski vojskovodja Odoaker prisilil Romula Augusta k odstopu. S tem, ko se je Odoaker postavil pod oblast vzhodnega cesarja, namesto da bi imenoval svojega marionetnega cesarja, se je obdobje Zahodnega cesarstva dejansko zaključilo. To je storil tako, da je cesarske regalije poslal vzhodnemu cesarju Zenonu, dejansko razglasil Zenona za edinega cesarja in se postavil za njemu podrejenega. V praksi je Italiji tedaj vladal samo on. Vzhodno rimsko cesarstvo, ki so ga poznejši zgodovinarji imenovali tudi Bizantinsko cesarstvo, je obstajalo do vladavine Konstantina XI. Paleologa. Zadnji rimski cesar je umrl v bitki 29. maja 1453 proti Mehmedu II. Osvajalcu in njegovim osmanskim silam v zadnji fazi obleganja Konstantinopla. Tudi Mehmed II. je zase terjal naslov cesarja ali Kayser-i Rum in s tem zahteval povezavo z Rimskim cesarstvom.

## Rim na slovenskih tleh
Sedanje slovensko ozemlje je bilo z vidika rimske države pomembno zlasti kot prehodna dežela, saj so preko njega vodile glavne poti iz Apeninskega polotoka v Podonavje in naprej na Vzhod. Kasneje je dežela postala pomembna tudi kot zadnja obrambna linija Rima pred prodirajočimi barbari z vzhoda.
Rimljani so v slovenske kraje prodirali iz mesta Ogleja (latinsko Aquileia), večji del sedanje Slovenije pa je osvojil šele cesar Avgust, ki je s temi osvojitvami želel utrditi meje Rimskega cesarstva in si zagotoviti ugled vojaškega poveljnika. Ustanovil je tudi prvo rimsko mestno naselbino – Emono (sodobna Ljubljana). V času pred prihodom Rimljanov je bil sicer pomembnejši Nauportus (sodobna Vrhnika), ki pa nikoli ni dobil mestnih pravic. Kasneje so mestne pravice pridobili še Celeia (Celje), Neviodunum (sodobno Drnovo pri Krškem) in Poetovio (sodobni Ptuj). Pomembna trgovska in prometna središča so bila še Castrum Ad Fluvium Frigidum (sodobna Ajdovščina), Ad Pirum (sodobna Hrušica na Notranjskem) in Atrans (Trojane).
Upravno je bilo ozemlje razdeljeno na več provinc: Zahodni del današnje Slovenije je spadal pod Rim (10. pokrajina Venetia et Histria) s sedežem v Ogleju, večji del osrednje Slovenije in Štajerske je sprva spadal v provinco Ilirik, po njeni razdelitvi okoli leta 10 pod Panonijo, ki je imela nekaj časa prestolnico v današnjem Ptuju, Zahodna Štajerska je spadala v provinco Norik.
Slovensko ozemlje je imelo v rimskem času gospodarsko le obroben pomen, vseeno pa je doživelo velik gospodarski in družbeni napredek. Na to kažejo skrbno zgrajena in utrjena mesta z urejenimi vodovodi, kanalizacijami in javnimi poslopji. Velik delež mestnega prebivalstva so predstavljali odsluženi vojaki – veterani, ki so se po koncu svoje 20-letne vojaške službe naselili v teh krajih. Pomešali so se s staroselskimi prebivalci in odločilno vplivali na njihovo romanizacijo. Podobno kot na primer v Galiji, Romuniji in Španiji so staroselci prevzeli rimske navade, običaje in predvsem latinski jezik. Veterane je rimska država včasih načrtno naseljevala v novo osvojenih pokrajinah, da bi jih čim hitreje romanizirali. Kot povsod v cesarstvu, je tudi po ozemlju današnje Slovenije potekala mreža državnih cest.
Že v času Marka Avrelija (161) so na ozemlje današnje Slovenije prvič vdrli barbari in nasilno zaustavili razvoj. Območje je odtlej vedno bolj predstavljalo zadnjo obrambno linijo Rima pred vdori tujih ljudstev. Preko tega ozemlja je bila v pozni antiki zgrajena Claustra Alpium Iuliarum -  utrjena obrambna linija z obzidjem, ki je po ozemlju Slovenije potekalo od Prezida do Julijskih Alp. Prebivalstvo je razen barbarov vedno bolj ogrožala tudi rimska vojska, ki je za svoje vzdrževanje potrebovala vse več sredstev.

## Geografija in demografija
Rimsko cesarstvo je bilo eno največjih v zgodovini, s sklenjenimi ozemlji po Evropi, Severni Afriki in na Bližnjem vzhodu. Latinska besedna zveza imperium sine fine (imperij brez konca)) je izražala prepričanje, da ne čas ne prostor ne omejujeta cesarstva. V Vergilovi epski pesnitvi Eneida naj bi neomejeno cesarstvo Rimljanom podelilo njihovo vrhovno božanstvo, Jupiter. Ta trditev o univerzalnem gospodovanju se je obnovila in ohranila, ko je cesarstvo v 4. stoletju prešlo v krščanstvo. V svojih prizadevanjih za gradnjo cesarstva so bili Rimljani poleg priključitve obsežnih ozemelj tudi zelo aktivni oblikovalci svojega okolja in so neposredno spremenjali okolje. Na primer, da bi zagotovili dovolj lesnih virov za cesarstvo, ki se je širilo, so posekali celotne gozdove; dnevni rudarski kopi so opustošili posamezna področja; kamnolomi,... Platon je v svoji knjigi Critias opisal krčenje gozdov: tam, kjer je bilo nekoč »gozda obilo lesa«, je zdaj lahko opazovalec videl »samo okostje zemlje«.
V resnici je bila rimska širitev večinoma dosežena v času republike, čeprav so dele severne Evrope osvojili šele v 1. stoletju našega štetja, ko se je okrepil rimski nadzor v Evropi, Afriki in Aziji. V času Avgustove vladavine je bil v Rimu prvič v javnosti prikazan »globalni zemljevid znanega sveta«, ki je sovpadal s sestavo najobsežnejšega dela o politični geografiji, ki je preživelo iz antike, Geographica (starogrško Γεωγραφικά Geōgraphiká) Ponta, grškega pisatelja Strabona. Ko je Avgust umrl, je bil v spominskem poročilu o njegovih dosežkih (Res gestae divi Augusti) vidno prikazana geografska katalogizacija ljudstev in krajev v cesarstvu. Geografija, popis prebivalstva (census) in natančno vodenje pisnih evidenc so bile osrednje naloge rimske cesarske uprave.
Cesarstvo je doseglo največji obseg v obdobju cesarja Trajana (vladal je 98–117), ko je obsegalo površino 5 milijonov kvadratnih kilometrov. Tradicionalna ocena števila prebivalstva v višini 55-60 milijonov prebivalcev je v tistem času znašala med šestino in četrtino celotnega svetovnega prebivalstva in je bila do sredine 19. stoletja največja populacija katere koli enotne politične enote na Zahodu. Nedavne demografske študije ocenjujejo, da je cesarstvo populacijski vrh doseglo s 70 do 100 milijonov prebivalcev. Vsako od treh največjih mest v cesarstvu - Rim, Aleksandrija in Antiohija - je bilo skoraj dvakrat večje od katerega koli evropskega mesta na začetku 17. stoletja.
Kot je opisal zgodovinar Christopher Kelly:
»Nato se je cesarstvo raztezalo od Hadrijanovega zidu v premočeni severni Angliji do sončnih bregov Evfrata v Siriji; od velikega rečnega sistema Ren – Donava, ki se je zvijal po rodovitnih, ravninskih deželah Evrope od Nizozemskih dežel do Črnega morja, do bogatih ravnic severnoafriške obale in bujnega izliva doline Nila v Egiptu. Cesarstvo je popolnoma obkrožilo Sredozemlje... njegovi osvajalci so ga imenovali mare nostrum - 'naše morje'.«
Trajanov naslednik Hadrijan je sprejel politiko ohranjanja in ne širjenja cesarstva. Označili so meje (fines), območje (Limes) pa pričeli nadzorovati. Najbolj utrjene meje so bile hkrati tudi najbolj nestabilne. Hadrijanov zid, ki je v Rimski Britaniji ločil rimski svet od nenehno prisotne barbarske grožnje s severa, je glavni preživeli spomenik tega prizadevanja. V pozni antiki so rimski strategi in arhitekti v naših krajih zgradili mogočen obrambni in zaporni sistem Claustra Alpium Iuliarum (Zapora Julijskih Alp), ki je potekal od Trsata v sedanjem hrvaškem pristaniščem Reka do Posočja. Na več strateških predelih so postavili kamnite zidove, stolpe, ponekod tudi trdnjave, katerih ostanki so vidni še danes.
Med najpomembnejša mesta v Rimskem cesarstvu bi lahko šteli Konstantinopel, Antiohijo, Raveno, Efez, Kartagino, Aleksandrijo, Amorium, Atene, Milano in Solun.

## Jeziki
Rimljani so govorili latinsko. Vergilij poudarja, da je bila latinščina temelj rimske enotnosti in tradicije. Do obdobja Aleksandra Severa (vladal 222–235) so morali biti rojstni listi in oporoke rimskih državljanov pisani v latinščini. Latinščina je bila jezik sodišč na Zahodu in vojske v celotnem cesarstvu, prebivalcem na ozemljih pod rimsko oblastjo pa ni bila uradno zapovedana. Takšna politika je bila v nasprotju s politiko Aleksandra Velikega, ki je želel prebivalcem v svojem cesarstvu vsiliti grščino kot uradni jezik. Kot posledica Aleksandrovih osvajanj je stara grščina postala lingua franca vzhodnega Sredozemlja in Male Azije. Preko balkanskega polotoka je potekala 'jezikovna meja', ki je delila latinski zahod in grški vzhod.
Rimljani, ki so si pridobili elitno izobrazbo, so se grščine učili kot knjižni jezik, tako da je večina mož vladajočih slojev običajno govorila tudi grško. Julijansko-klavdijski cesarji so spodbujali visoke standarde pravilne rabe latinščine: Latinitas je bilo jezikovno gibanje, ki je spodbujalo rabo klasične latinščine tudi za opravljanje uradnih poslov. Klavdij je poskušal omejiti uporabo grščine in občasno odvzel državljanstvo tistim, ki jim je manjkalo znanja latinščine, vendar se je tudi v senatu pri komunikaciji z grško govorečimi veleposlaniki oprl na lastno dvojezičnost. Svetonij ga citira, ko se sklicuje na »naša dva jezika«.
V vzhodnem cesarstvu so zakone in uradne dokumente redno prevajali iz latinščine v grščino. Vsakodnevno medsebojno prepletanje obeh jezikov nakazujejo dvojezični napisi, ki včasih celo preklapljajo med grščino in latinščino. Potem ko so vsi svobodno rojeni prebivalci cesarstva leta 212 našega štetja dobili pravico do državljanstva, je velikemu številu rimskih državljanov manjkalo znanje latinščine, čeprav je latinščina ostala znak pristne 'rimskosti'.
Cesar Dioklecijan (vladal 284–305) si je s svojimi reformami prizadeval obnoviti avtoriteto latinščine; grški izraz hē kratousa dialektos potrjuje latinščino kot »prevladujoči jezik«. V začetku 6. stoletja si je cesar Justinijan v donkihotskem prizadevanju ponovno prizadeval vzpostaviti status latinščine kot jezika prava, čeprav v njegovem času latinščina na vzhodu kot živ jezik že ni imela več nobene praktične vrednosti.

### Lokalni jeziki in jezikovna zapuščina
Raziskave prevodov kažejo na razširjeno rabo lokalnih jezikov, ki niso bili grščina in latinščina, zlasti v Egiptu, kjer je prevladovala koptščina, in v vojaških okoljih ob rekah Ren in Donava. Za lokalne jezike, kot so punski, galski in aramejski, so se zavzemali tudi rimski pravniki, saj so s tem zagotovili pravilno razumevanje in uporabo zakonov in priseg. V afriški provinci so bili v časih cesarja Tiberija (1. stoletje n. št.) napisi na kovancih pisani v libijsko-berberskem in punskem jeziku. Libijsko-berberski in punski napisi so se v 2. stoletju pojavili tudi na javnih stavbah. Nekateri so bili dvojezični z latinščino kot drugim jezikom. V provinci Siriji so palmirski vojaki za napise uporabljali celo svoje aramejsko narečje, kar je bilo presenetljivo odstopanje od pravila, da je v vojaških enotah primarni jezik latinščina.
Babathin arhiv je dober primer večjezičnosti v Rimskem cesarstvu. Papirusi, imenovani po Judinji iz province Arabije, datirani v leta od 93 do 132 n. št., uporabljajo večinoma lokalno aramejščino, pisano z grškimi črkami s semitskimi in latinskimi vplivi. Prošnja rimskemu guvernerju je bila zapisana v grščini.
Prevladovanje latinščine med pismeno elito je delno prikrilo nadaljevanje uporabe lokalno govorjenih jezikov, saj so kulture v rimskem cesarstvu temeljile pretežno na ustnem prenosu informacij. Na Zahodu je latinščina, ki jo v govorjeni obliki imenujejo vulgarna latinščina, postopoma nadomeščala keltske in italske jezike, ki so bili z njo povezani s skupnim indoevropskim poreklom. Prevzem latinščine sta olajšala sorodna sintaksa in besedišče.
Po decentralizaciji politične moči v pozni antiki se je latinščina lokalno razvila v veje, ki so postale romanski jeziki, kot so španščina, portugalščina, francoščina, italijanščina, katalonščina in romunščina, ter veliko število manjših jezikov in narečij. Danes po vsem svetu tako živi več kot 900 milijonov ljudi, čigar materni jezik izhaja iz latinščine.
Raba latinščine za mednarodne, učne in literarne namene se je nadaljevala do 17. stoletja kot aktivno sredstvo izražanja diplomacije in za intelektualni oziroma znanstvene razvoj, ki se je identificiral z renesančnim humanizmom. Uveljavila se je v pravnih zadevah in v Rimskokatoliški cerkvi, kjer se latinščina uporablja še danes.
Čeprav je grščina ostala jezik Bizantinskega cesarstva, je bila jezikovna razširjenost na vzhodu bolj zapletena. Grško govoreča večina je živela na Grškem polotoku in otokih, zahodni Anatoliji, večjih mestih in nekaterih obalnih območjih. Kakor grščina in latinščina, je bil tudi tračanski jezik indoevropskega izvora, tako kot tudi več danes izumrlih jezikov v Anatoliji, kar potrjujejo napisi iz cesarske dobe. Albanski jezik pogosto velja za potomca ilirskega jezika, čeprav so nekateri jezikoslovci izpodbijali to hipotezo in trdili, da izhaja iz daškega ali tračanskega jezika. Ilirski, dačanski in tračanski jezik so morda tvorili svojo podskupino jezikov. Različnih afroazijskih jezikov, predvsem koptskega v Egiptu ter aramejskega v Siriji in Mezopotamiji, ni nikoli nadomestila grščina. Mednarodna raba grščine pa je bila eden od dejavnikov, ki so omogočili širjenje krščanstva na vzhod, na kar kaže na primer raba grščine v Pavlovih poslanicah. 
Številna pričevanja o galskem jeziku v pozni antiki kažejo, da je bila galščina takrat še živ jezik. V 2. stoletju n. št. je bila njegova raba izrecno dovoljena za nekatere uradne zadeve, prerokovanje in farmakologijo. Sulpicij Sever, ki je v 5. stoletju n. št. pisal v Galiji Akvitaniji, je poročal o dvojezičnosti z galščino kot prvim jezikom. O preživetju galaškega narečja v Anatoliji, podobnega tistemu, ki so ga govorili Treveri blizu Trierja, je pričal Sveti Hieronim (331–420), ki je o tem poročal iz osebnih izkušenj. Večina zgodovinsko-jezikoslovnih raziskav ocenjuje, da se je v galskem jeziku na območju današnje Francije govorilo še sredi ali na koncu 6. stoletja. Kljub precejšnji romanizaciji lokalne kulture velja, da je galski jezik preživel in da je v stoletjih rimske vladavine v Galiji obstajal vzporedno z govorjeno latinščino. Na galščino se je zadnji skliceval Ciril iz Skitopolja in trdil, da je »zli duh obsedel meniha in mu zapovedal, da lahko govori samo v galščini«, medtem ko je zadnji o galščini v Franciji pisal Gregor Tourski med letoma 560 in 575, pri čemer je opozoril, da je bilo svetišče v Auvergni, ki se »v galskem jeziku imenuje Vasso Galatae«, uničeno in požgano do tal. Po dolgem obdobju dvojezičnosti je galščina na več načinov vplivala na nastajajoče galo-romanske jezike, vključno s francoščino; v primeru francoščine to vključuje izposojene besede in tujke (vključno z oui za besedo 'da'), spremembe zvoka, in vplivi na pridevnike ter vrstni red besed.

## Družba
Rimsko cesarstvo je bilo izredno multikulturno, saj je zajemalo številne narode. Značilnost rimskega osvajanja je bila relativna prostost, ki so jo uživala podjarmljena ljudstva. Rimljani so namreč vsilili svoj način administracije in svojo davčno politiko, vendar niso globlje posegali v lokalne navade in verovanja. Zato so ljudstva sprejemala politično nadoblast Rima v zameno za ceste, akvedukte, amfiteatre, kopališča, ki so jih Rimljani gradili na njihovih tleh. Kulturna asimilacija je potekala počasi in brez nasilja.
Gospodarska dinamičnost in naraščajoča blaginja sta vplivali tudi na socialno mobilnost. Socialni status ni bil več odvisen samo od rojstva, pokroviteljstva mogočnežev, sreče ali celo izrednih osebnih sposobnosti, temveč tudi od ekonomskega potenciala posameznika. Ugled je bilo mogoče pridobiti z vlaganjem bogastva v velika podeželska posestva ali vile, v luksuzne predmete, kot so dragulji in srebrnina, v javne zabave, pogrebne spomenike za družinske člane ali sodelavce in v nabožne predmete, kot so oltarji. Cehi (collegia) in gospodarske korporacije (corpora) so posameznikom nudili pomoč do uspeha z uvajanjem v delovno okolje, s poznavanjem poslovnih običajev in spodbujanjem k delu. Tako je bil v antičnem Rimu socialni položaj urejen po kastah, vendar je bila glavna razmejitev med državljani (cives) in tujci (peregrini). Ta delitev je bila točno uzakonjena in ni ustvarjala problemov. Veliko bolj pereča je bila delitev državljanov med patricije (nobilitas) in plebejce (populus), ki je bila vir socialnega trenja in nemirov skozi vse obdobje republike in je imela posledice tudi v času cesarstva. 
Rimsko državljanstvo je bil privilegiran politični in pravni položaj, ki so ga dedovali sinovi državljana. Ženske so imele omejeno obliko državljanstva, prav tako tudi prebivalci vazalnih držav in zaveznic. Sužnji so bili brezpravni in so samo po osvoboditvi in s posebnim postopkom lahko prejeli omejeno državljanstvo, vendar so bili njihovi otroci že ob rojstvu državljani. 
S poroko je ženska prišla pod zakonski nadzor svojega moža, ki pa nad njo ni imel nobene pravne moči, sa je bila v pravnih poslih odvisna od očeta, v zasebnem življenju pa je bila povsem samostojna. Lahko je imela zasebno lastnino in je samostojno sklepala trgovske in denarne posle.
V Avgustovem času je bilo v Rimskem cesarstvu kar 35 % prebivalstva sužnjev, ki so opravljali tudi kvalificirana dela, na primer kot učitelji, zdravniki, računovodje. Suženjstvo je postopoma prenehalo v 6. in 7. stoletju.

## Vlada in vojska
Trije glavni elementi cesarske rimske države so bili centralna vlada, vojska in lokalne oblasti. Ko je vojska osvojila in vzpostavila nadzor nad novim mestom ali ozemljem, ga je cesarstvo, praviloma s sporazumom, priključilo k svojemu imperiju. Vojaške operacije so prenehale, zaščito prebivalstva in ozemlja pa je prevzela krajevna oblast. Za vzdrževanje reda, zbiranje informacij in pobiranje davkov je bilo potrebno sodelovanje z lokalnimi oblastnimi elitami. Rimljani so pogosto izkoriščali notranjepolitična nasprotovanja s podpiranjem ene frakcije proti drugi. Po Plutarhovem mnenju "je izgubo samouprave v mestih povzročilo neskladje med posameznimi interesnimi skupinami". Skupnosti, ki so izkazale zvestobo Rimu, so lahko obdržale lastno zakonodajo, obdržale svoje lokalne davke in bile v izjemnih primerih celo oproščene rimskih davkov. Pravni privilegiji in relativna neodvisnost so bili spodbuda za ohranjanje dobrih odnosov z Rimom. Rimska oblast je bila s tem sicer omejena, vendar je na ta način učinkovito izrabljala vire, ki so ji bili na voljo.
Centralna rimska oblast je slonela na sodelovanju med senatom in cesarjem, ki se je v teku stoletij občutno spreminjala. Z Avgustovo prenovo je bilo doseženo ravnotežje: senat je legitimiral cesarjevo vladavino, cesar pa je potreboval izkušene senatorje, da bi služil kot generali, diplomati in administratorji.
Praktični vir cesarjeve moči in oblasti je bila vojska. Z obsežnimi vojaškimi reformami, ki so vključevale utrjevanje ali razpuščanje enot dvomljive zvestobe, je Avgust temeljito spremenil in uredil legije. Rimska mornarica (classis, flota) je pomagala pri oskrbi in prevozu legij in varovanju meja na Renu in Donavi. Njena druga naloga je bila zaščita ključnih pomorskih trgovskih poti pred grožnjami piratov. Plula je po celem Sredozemlju, delu severnoatlantskih obal in Črnem morju. Kopenska vojska je kljub temu veljala za resnejšo in prestižnejšo vejo cesarske armade.
Osrednja vlada je vsako leto imenovala svoje predstavnike v provincah, to je guvernerje in pomožne uradnike, ki so upravljali predvsem davčno plat administracije, a so imeli tudi lokalno omejeno oblast v zakonodaji in sodstvu..

## Rimsko pravo
Rimska sodišča po vsem cesarstvu so slonela na politiki spoštovanja regionalnih izročil in upoštevanja lokalnih zakonov kot vira pravnega precedensa in družbene stabilnosti (mos regionis ali deželno pravo). Rimsko pravo se je strogo uporabljalo le v primerih, kjer je bil eden od udeleženih strank rimski državljan. To je prišlo do izraza najbolj v Vzhodnem cesarstvu, ki je že imelo dobro uveljavljene zakonike in pravne postopke.
Sožitje rimskega in lokalnega prava odraža temeljni ius gentium - zakon narodov, ki je skupno osnovno pravo vseh človeških skupnosti in podlaga mednarodnega prava. Če so bili običaji ali določila lokalnega prava neskladni z rimskim pravom, so pritožbe obravnavala rimska sodišča, najvišja pooblastila za odločanje pa je imel cesar.
Na Zahodu se je zakonodaja izvajala na lokalni ali plemenski ravni. Novost rimskega obdobja, zlasti med keltskimi plemeni, je bila pravica do zasebne lastnine. Rimsko pravo je olajšalo pridobivanje bogastva prorimskih elit, ki so hitro ugotovile, da so novi privilegiji zanje ugodni, če le izkazujejo primerno lojalnost novim vrhovnim oblastnikom. Razširitev rimskega državljanstva na vse svobodne prebivalce cesarstva leta 212 je zahtevala enotno uporabo rimskega prava, ki je nadomestilo lokalne zakonike, ki so dotlej veljali za nedržavljane. Dioklecijanova prizadevanja za stabilizacijo cesarstva po krizi tretjega stoletja so vključevala dve veliki zbirki zakonov, Codex Gregorianus in Codex Hermogenianus, ki sta vodili provincialne upravnike pri določanju pravnih standardov.
Codex Gregorianus (Gregorijanov zakonik) je bil zbirka zakonskih proglasov (constitutio principis) rimskh cesarjev od 130. do 290. let n. št. Objavljen je bil okoli leta 291-294, vendar natančen datum objave ni znan. Obsegal je 14 do 16 delov, najverjetneje 15. Vseboval je tudi kronološko urejene zapisnike zasebnih tožb, dopisov sodnikom in javnih ediktov. V 4. In 5. stoletju je postal standardno referenčno delo, ki se je pogosto navajalo skupaj s Codex Hermogenianus. 
Codex Hermogenianus (Hermogenijanov zakonik) je bil zbirka zakonov (konstitucij) rimskih cesarjev prve tetrarhije (Dioklecijan, Maksimijan, Konstancij in Galerij), ki so vladali od leta 293 do 313. Večina zakonov je iz obdobja 293-294. Zakonik je bil standardno referenčno delo pozne antike. Malo pred letom 506 sta bila oba zakonika vključena v Alarikov breviarij in zatem leta 529 v Justinijanov zakonik.
Dosledno izvajanje rimskega prava v zahodni Evropi je privedlo do njegovega velikega vpliva na kasnejšo zahodno pravno izročilo, kar se odraža tudi v nepretrgani uporabi latinske pravne terminologije v sodobnem pravu.

#### Justinijanov zakonik
Bizantinski cesar Justinijan I. je kmalu po prihodu na prestol leta 527 ugotovil, da se mora pravni sistem temeljito prenoviti. V cesarstvu so takrat obstalali trije cesarski in več drugih zakonikov, ki so bili neskladni ali neuradni (Codex Gregorianus in  Codex Hermogenianus). Uradna zbirka zakonov je bil Codex Theodosianus, v katerem so bili zbrani zakoni krščanskih cesarjev, objavljeni po letu 312. Zakonik je začel veljati 1. januarja 439. Justinijan je imenoval skupino desetih pravnih strokovnjakov, ki so pregledali obstojeće zakonike in posamezne zakone, izločili vso nepotrebno in zastarelo vsebino, jo uskladili in objavili v enotnem zakoniku. Skupino je vodil pretorijanski prefekt Ivan iz Kapadokije. V skupini je bil tudi Tribonijan, ki je kasneje vodil druge projekte s področja civilnega prava.
Pravniki so leta 529 objavili Justinijanov zakonik (Codex Justinianus, Justinianeus ali Justiniani), ki je bil prvi del obsežnega Corpus Juris Civilis. Druga dva dela sta bila  Digest in Institutes. Četrti del, Novellae Constitutiones (Novi zakoni ali Novele), so bile zbrane neuradno po cesarjevi smrti in zdaj kljub temu veljajo za del  Corpus Juris Civilis.
16. novembra 534 je bila zaradi sprememb zakonodaje po letu 529 objavljena druga izdaja zakonika z naslovom  Codex Repetitae Praelectionis. Zakonik obsega dvanajst knjig in je pisan večinoma v latinščini. Kot uradni zakonik je veljal v Rimskem cesarstvu do njegovega propada leta 1453.

## Obdavčitev
Obdavčitev v cesarstvu je bila od 2 do 5% privatnega dohodka in je
znašala približno 5% državnega proizvoda. Primarni vir neposrednih davčnih prihodkov so bili posamezniki, ki so plačevali davek na osebo (“po glavi”) in na podlagi ocene posestva, pri čemer se je upoštevala proizvodnja ali proizvodna zmogljivost zemljišč. Davčne obveznosti so bile določene s popisom prebivalstva, ki je zahteval, da predstavnik vsakega gospodinjstva sporoči pristojnim uradnikom število oseb v gospodinjstvu in jim predloži premoženjsko stanje posestva, bodisi kmetijskega ali bivalnega.
Davčni zakonik je bil zelo razvejan zaradi zapletenega sistema neposrednih in posrednih davkov, ki so se razlikovali glede na provinco in na proizvodno dejavnost in so lahko bili časovno omejeni. Nekateri davki so se plačevali v gotovini, drugi pa v naravi. Plačilo davkov v naravi je bilo možno zlasti na območjih, ki so vojsko oskrbovale z žitom in drugimi potrebščinami. Pobiranje davkov je bilo utemeljeno s potrebo po vzdrževanju vojske, zato so davkoplačevalci včasih dobili povračilo, če je vojska zajela obsežen plen. V izjemnih primerih so bile predvidene davčne olajšave; egiptovski kmetje, na primer, so lahko polja registrirali kot poplavljena in oproščena plačila davkov, odvisno od razširjenosti poplav Nila.
Glavni vir prihodkov od posrednih davkov so bili portoria, carine in cestnine pri uvozu in izvozu, tudi med provincami. Pri trgovini s sužnji so obračunali posebne davke. Proti koncu svoje vladavine je Avgust uvedel 4% davek na prodajo sužnjev, ki ga je Neron s kupcev prevalil na trgovce, ki so se odzvali z dvigom cen. Lastnik, ki je osvobodil sužnja, je plačal osvoboditveni davek vicesima libertatis, dvanajstina za svobodo, ki je znašal 5% vrednosti sužnja.
Davek na dediščino v višini 5% so odmerili, ko so rimski državljani prepuščali premoženje nad določeno neto vrednostjo komur koli, razen članom svoje ožje družine. Prihodki od davka na nepremičnine in od 1-odstotnega davka od prodaje na dražbah so bili namenjeni veteranskemu pokojninskemu skladu (aerarium militare).
Nizki davki so rimski aristokraciji pomagali povečati bogastvo, ki je lahko celo preseglo prihodke centralne vlade. Cesar je včasih dopolnjeval svojo blagajno z zaplembo posesti bogatinov. V poznejšem obdobju cesarstva je bil odpor premožnih do plačevanja davkov eden od dejavnikov, ki so prispevali k propadu cesarstva.
Osnova bizantinskega davčnega sistema so bili davki na zemljo in ljudi, ki so bili povezani z njo.

## Gospodarstvo
Mesto Rim in celotno cesarstvo sta bila v prvih dveh stoletjih ekonomsko odvisna od vojaških uspehov, ki so obogateli tako vojake kot politike in so preskrbeli državo z raznim blagom in sužnji. Gospodarstvo je skokoma doseglo velik razmah, ki se pa ni mogel nadalje razvijati, temveč je bil obsojen na počasno upadanje po zaključku osvajalnih vojn ob koncu drugega stoletja. Gospodarstvo obrobnih regij cesarstva je bilo dovolj avtonomno, da po ukinitvi rimske administracije ni utrpelo propada, ki je zajel Rim in njegovo okolico Osrednja vlada ni bilo sposobna, da bi razvijala gospodarstvo brez novih osvajanj, in ni znala zajeziti ogromnih stroškov za vojsko in administracijo. To pomeni, da je celotno gospodarstvo Rima slonelo na “zunanjih” faktorjih (dohodkih iz kolonij) in ne na “notranjih” (proizvodnji). Viteški red (equites) je bil edina kasta, poleg veleposestnikov in vojakov, ki je bila odvisna od trgovskega napredka, vendar se ni zoperstavila birokratskim zlorabam zemljiške in vojaške aristokracije, saj se je hotela vanjo vključiti.
Avgustova ukinitev osvajalnih vojn je po mnenju nekaterih zgodovinarjev poskus ohranitve enotnega gospodarstva v cesarstvu, kjer bi obrobne regije prispevale k stroškom prestolnice, medtem ko bi se stroški za vojsko lahko primerno skrčili
Tudi pozneje, ko je Trajan dosegel največjo površino cesarstva, je to storil samo za pridobitev bogatih rudnikov zlata v Dakiji in prosto trgovsko pot na vzhod, osvajanje je bilo torej ekonomskega značaja. Razen osvajanj je cesarstvo poznalo malo načinov za ohrano oblasti, celo devalvacija z nižanjem mase zlatnikov ni dosti pomagala. Davčni pritisk je pa odločilno poslabšal stanje v državi.
Postopno propadanje gospodarstva v zahodnem delu cesarstva ni doseglo vzhodne polovice. Barbarski vpadi na rimsko ozemlje so se osredotočili na Apeninski polotok, kar je prizaneslo ostalemu ozemlju veliko pustošenja in gmotne škode, predvsem pa stroškov za vzdrževanje vojske. Po mnenju zgodovinarjev, je bila prav ta razlika prelomnica v celotnem gospodarstvu cesarstva: medtem ko je na zahodu ekonomska moč upadala vzporedno s politično oblastjo, se je bogastvo vzhodnega cesarstva množilo z relativno nizko potrebo po oborožitvi. Seveda je tudi Konstantinopel imel obilico izgub in stroškov, na primer za vojne s Sasanidi (224-363) in njim sledeče visoke vojne odškodnine, pa tudi za razkošno obnovo Svete Sofije. Tudi poznejše dolgotrajne vojne z Arabci so zahtevale veliko sredstev, a kljub temu je gospodarstvo uspevalo. Za razliko od zahoda, kjer je vojni strošek povzročal višjho obdavčitev posameznikov, so Bizantinci črpali sredstva iz davkov na trgovinski promet, ki so ga vojne pospeševale. Za bizantinsko gospodarstvo, kakor sicer za obstoj cesarstva samega, so bile usodne šele križarske vojne. 

### Monetarna ureditev
Medtem ko so antična ljudstva, na primer Grki, zaupali svoje prihranke v varstvo templjem, so imeli stari Rimljani bolj materialno razmerje do denarja. Z denarjem so se bavili argentarii, ki so uradno bili le upravitelji menjalnic, imenovanih mensae, a so dejansko hranili denarne vloge privatnikov in izposojali tudi večje vsote, oboje seveda proti plačilu obresti. V tem smislu so bili predhodniki poznejših bankirjev.  Čeprav je starorimska kultura precej pozno prešla od blagovne zamenjave na denarno poslovanje, se je v cesarstvu denar hitro udomačil. Nepravilni kosi žlahtnih kovin in ulitki so bili v rabi samo še na obrobju cesarstva (nazobčani rob kovanca jamči, da kovanec ni bil zmanjša, dosežemo pa ga s kovanjem). Rimljani so  1. in 2. stoletju kovance že šteli in ne tehtali, se pravi da je imel kovanec vrednost kot tak in ne kot plemenita kovina. V 4. stoletju je bil osnovna denarna enota sesterc (sestertius). V obdobju Severske dinastije je v obtok prišel denarij (denarius), vreden štiri sesterce. Najmanjši kovanec je bil bronasti as, vreden četrtino sesterca. Standardizacija denarja po celem cesarstvu je pospešila trgovanje in povezovanje tržišča, pa tudi varčevanje.
Poklicni argentarius (tudi coactor argentarius za razlikovaje od faber argentarius, ki je izdeloval srebrne predmete, v kasnejšem cesarstvu nummularius) je prejemal in hranil denarne vloge za določen ali nedoločen čas ter posojal denar tretjim osebam. Tudi senatorska elita je bila zelo akivno vpletena v zasebna posojila, tako v vlogi upnikov kot v vlogi posojilojemalcev, a je iz lastnega premoženja dajala posojila predvsem pripadnikom bogatih slojev. Upnik dolga ga je lahko uporabil kot plačilno sredstvo tako, da ga je v celoti ali delno prenesel na drugo stranko, ne da bi pri tem denar zamenjal lastnika. Čeprav se ni ohranilo veliko dokumentov o denarnih transakcijah, je iz posrednih virov razvidno, da je sistem menjalnic po vsem cesarstvu dovoljeval izmenjavo tudi zelo visokih vsot brez fizičnega prenosa kovancev, in to zaradi tveganj in nepriročnosti premikanja velikih količin gotovine, zlasti po morju.
Na splošno je razpoložljivi kapital presegal zneske, ki so jih potrebovali posojilojemalci. V zgodnjem cesarstvu prišlo le do enega resnega pomanjkanja posojil. Posojilna kriza leta 33 n. št. je ogrozila številne senatorje in sploh vso državno trgovino. Centralna vlada je rešila trg s posojilom v višini 100 milijonov sestercev, ki ga je cesar Tiberij dal menjalnicam (mensae) kot “izredni prispevek”. Ker se država ni posluževala tega posojilnega sistema, ki je bil pravzaprav nezakonit, je morala primanjkljaje financirati z denarnimi rezervami, davčnimi prihodki in kovanjem denarja, kar je naposled privedlo do gospodarskega in političnega poloma.
Cesarji Antoninske in Severske dinastije so pod pritiski vojaških zahtev po plačah začeli razvrednotovati kovance, zlasti denarije. Nenadna inflacija med vladavino Komoda je izredno oslabila posojilni trg. Ponudba denarja za posojila se je naglo skrčila. Gospodarske težave med krizo tretjega stoletja, na primer zmanjšanje trgovine na daljavo, izčrpanje rudnikov in napadi na prenos zlatih kovancev. so do leta 300 močno zmanjšali ponudbo denarja in sistem posojilnic. Čeprav je bil rimski denar že dolgo brez kritja in samo nominalni nosilec vrednosti, so pod Avrelijanom splošne gospodarske skrbi postale očitne in ljudje so izgubili zaupanje v kovance, ki jih je zakonito izdala centralna vlada. Kljub Dioklecijanovi uvedbi zlatega solidusa in denarnim reformam se posojilni trg cesarstva ni nikoli povrnil na raven nekdanje trdnosti.
Rimski solidus je bil do 11. stoletja povsem razvrednoten, zato je bizantinski cesar Aleksej I. Komnen uvedel temeljito denarno reformo in solidus zamenjal z zlatim perperjem  (grško νόμισμα ὑπέρπυρον, nómisma hypérpyron). Kovanec je bil iz čistega zlata, razdeljen na 24 karat (od tod izraz karat za čistočo zlata). Kasneje je tudi perper devalviral in izgubil vso svojo prvotno vrednost. Zadnji perperji so se kovali pod cesarjem Ivanom VI. Kantakutzenom (vladal 1347-1352). 
V 14. stoletju je bil perper vreden 12 novih srebrnih bazilik, 96 turnezij, 384 bakrenih trahej ali 768 bakrenih asov.

### Rudarstvo in metalurgija
Glavne rudarske regije cesarstva so bili Iberski polotok (zlato, srebro, baker, kositer, svinec), Galija (zlato, srebro, železo), Britanija (predvsem železo, svinec, kositer), podonavske province (zlato, železo); Makedonija in Trakija (zlato, srebro) in Mala Azija (zlato, srebro, železo, kositer). Obsežno in intenzivno rudarstvo na naplavinskih nahajališčih ter odprtih in podzemnih kopih, je potekalo od Avgustove vladavine do zgodnjega 3. stoletja n. št., ko je nestabilnost cesarstva zmotila proizvodnjo. Rudniki zlata v Dakiji, na primer, so po umiku Rimljanov leta 271 postali nedostopni. Zdi se, da se je rudarstvo do neke mere vseeno nadaljevalo tudi v 4. stoletju.
Hidravlično rudarstvo, ki ga je Plinij imenoval ruina montium (rušenje gora), je omogočalo pridobivanje navadnih in plemenitih kovin v skorajda industrijskem obsegu. Skupna letna proizvodnja železa je ocenjena na 82.500 ton. Letna proizvodnja bakra je ocenjena na 15.000 ton in svinca na 80.000 ton. Takšni proizvodni ravni sta bili nedosegljivi do obdobja industrijske revolucije. Samo Španija je imela 40-odstotni delež v svetovni proizvodnji svinca. Visoka proizvodnja svinca je bila stranski produkt obsežnega pridobivanja srebra, ki je dosegalo 200 ton letno. Na vrhuncu okoli sredine 2. stoletja n. št. je zaloga rimskega srebra ocenjena na 10.000 ton, kar je pet do desetkrat več od zaloge srebra srednjeveške Evrope in kalifata okoli leta 800 n. št. Zaradi proizvodnje kovin v Rimskem cesarstvu se je onesnaženje grenlandske ledene plošče s svincem štirikrat povečalo in potem spet upadlo.

### Prevoz in komunikacije
Ozemlje Rimskega cesarstvo je popolnoma obkrožilo Sredozemlje, ki so ga poimenovali "naše morje" (mare nostrum). Rimska plovila so s pomočjo jader plula po Sredozemlju, pa tudi po nekaterih glavnih rekah cesarstva, vključno z Guadalquivirjem, Ebrom, Rono, Renom, Donavo, Tibero in Nilom. Kjer je bilo mogoče, je bil zaželen prevoz po vodi, saj je bil prevoz blaga po kopnem bistveno težavnejši. Vozila, kolesa in ladje kažejo na obstoj velikega števila usposobljenih tesarjev.
Kopenski promet je uporabljal napreden sistem rimskih cest (via, mn. viae). Te ceste so bile večinoma zgrajene za vojaške namene, služile pa so tudi gospodarskim dejavnostim npr. trgovini. Z davki v naravi, ki so jih plačevale skupnosti, so krili stroške poštne službe, se pravi osebja, živali in vozil za cursus publicus, državno poštno in prevozno službo, ki jo je ustanovil August. Menjalne postaje so bile nameščene ob cestah vsakih sedem do dvanajst rimskih milj, odvisno od težavnosti poti, in so običajno prerasle v vasi ali trgovske postojanke. Mansio je bil uradno postajališče na rimski cesti, ki ga je vzdržavala centralna vlada in je bil namenjen uradnikom na službenih potovanjih. V pomožnem osebju postaj so bili mulovodci, tajniki, kovači, kolarji, veterinar, nekaj vojaške policije in kurirji. Mule, ki so jih najpogosteje uporabljali za vleko vozov, so potovale približno 4 milje na uro. Prenos informacij je bil zelo hiter, saj je kurir za pot iz Mainza v Gornji Germaniji v Rim potreboval samo devet dni. Nekatere postaje (taverne) so razen osnovnih uslug nudile tudi prenočišča, hrano in pijačo. V enem od ohranjenih zapisov o bivanju so prikazane tudi cene vina, kruha, krme za mule in storitev prostitutke.

### Trgovina in surovine
Rimske province so trgovale med seboj in preko meja cesarstva vse do Kitajske in Indija. Glavno trgovsko blago v mednarodni trgovini je bilo žito. Trgovina s Kitajsko je večinoma potekala po kopnem prek tranzitnih regij ob Svilni cesti, trgovina z Indijo pa je potekala tudi po morju iz egiptovskih pristanišč ob Rdečem morju. Na kopenskih trgovskih poteh je bil transport odvisen predvsem od konj. Po poteh so se razen blaga prenašale tudi kužne bolezn. Razen z žitom se je trgovalo tudi z oljčnim oljem, različnimi živili, na primer garumom (ribja omaka iz Hispanije), sužnji, rudami in kovinski predmeti, vlakni in tekstilom, lesom, keramiko, steklom, marmorjem, papirusom, začimbami, slonovino, biseri in dragulji
Čeprav je večina provinc proizvajala vino, so bila vina iz izbranih regij bolj cenjena kot domača, zato je bilo vino pomembno trgovsko blago. Pomanjkanja vina so bila redka. Glavni dobavitelji vina za mesto Rim so bili z zahodne obale Apeninskega polotoka, južne Galije, Tarakonske Hispanije in Krete. Aleksandrija, drugo največje mesto v cesarstvu, je uvažala vino iz Laodikeje v Siriji in egejskih otokov. Na maloprodajni ravni so gostilne ali posebne vinoteke (vinaria) prodajale vino po vrču in po čaši za pivce v njenih prostorih. Cena vina je bila odvisna od kakovosti.

### Delo in poklici
Napisi beležijo 268 različnih poklicev v mestu Rim in 85 v Pompejih. Obstoj strokovnih združenj ali trgovinskih cehov (collegia) je potrjen za široko paleto poklicev, vključno z ribiči (piscatores), trgovci s soljo (salinatores), trgovci z oljčnim oljem (olivarii), zabavljači (scaenici), trgovci z govedom (pecuarii), zlatarji (aurifices), teamsterji (asinarii ali muliones) in kamnoseki (lapidarii). Ti so včasih precej specializirani: eden od kolegijev v Rimu je bil strogo omejen na obrtnike, ki so izdelovali predmete iz slonovine in lesa citrusov.
Dela, ki so jih opravljali sužnji, spadajo v pet splošnih kategorij: domača, z napisi, ki beležijo vsaj 55 različnih gospodinjskih opravil, cesarska ali javna, mestna obrtniška in storitena dela ter kmetijska in rudarska dela. Zaporniki so večino dela opravljali v rudnikih ali kamnolomih, kjer so bile razmere vsesplošno surove. V praksi je bilo malo delitve dela med sužnji in svobodnimi. Večina delavcev je bila nepismena in brez posebnih veščin. Največ navadnih delavcev je bilo zaposlenih v kmetijstvu. V italskem sistemu kmetovanja (latifundiji) so bili to morda večinoma sužnji, v cesarstvu kot celoti pa je bilo suženjsko kmetovanje verjetno manj pomembno kot druge oblike odvisnega dela, ki so ga opravljali tudi tehnično nezasužnjeni prebivalci.
Proizvodnja blaga in oblačil je bila eden glavnih virov zaposlovanja. Tako s blagom kot z oblačili so trgovala ljudstva po celem cesarstvu. Nekateri značilni izdelki so se pogosto imenovali kar po njih ali po mestih, kjer so jih proizvajali, kar je pomenilo nekakšno zgodnjo blagovno ali modno znamko. Poslovneži (mešetarji ali trgovci), pogosto premožni domačini, so boljško konfekcijo izvažali. Oblačila na drobno so prodajali njihovi potujoči zastopniki ali vestiarii, trgovci z oblačili, ki so bili večinoma osvobojenci. V Egiptu so nekateri proizvajalci tekstila vodili uspešna mala podjetja, ki so zaposlovala vajence, svobodne delavce, ki so bili za delo plačani, in sužnje. Suknjarji (fullones) in barvarji (coloratores) so imeli svoje cehe. Centonarii so bili cehovski delavci, ki so se specializirali za proizvodnjo tekstila in recikliranje starih oblačil za ponovno uporabo.

### BDP in delitev dohodka
Ekonomski zgodovinarji se pri izračunu bruto domačega proizvoda rimskega gospodarstva v obdobju Principata razlikujejo. V vzorčnih letih 14, 100 in 150 n.št. so ocene BDP na prebivalca od 166 do 380 sestercev. Ocenjuje se, da je BDP na prebivalca v Italiji od 40 do 66% višji kot v preostalem delu cesarstva zaradi davčnih prenosov iz provinc in koncentracije elitnega dohodka v osrčju. Kar zadeva Italijo, "ni dvoma, da so nižji sloji Pompejev, Herkulaneja in drugih provincialnih mest Rimskega cesarstva uživali visok življenjski standard, kakršnega v zahodni Evropi ni bilo več do 19. stoletja našega štetja".
V ekonomskem modelu Scheidel – Frisen je bil skupni letni dohodek, ki ga je ustvarilo cesarstvo, skoraj 20 milijard sestercev, od katerih so približno 5% dobile centralna in lokalne vlade. Gospodinjstva elitnih zgornjih 1,5% prebivalstva so bila deležna približno 20% dohodka. Naslednjih 20% dohodka je prejelo približno 10% prebivalstva. Ta del družbe lahko štejemo za neelitno sredino. Preostala velika večina (88,5 % prebivalstva) je sicer ustvarila več kot polovico celotnega dohodka, vendar je na nivoju posameznika živela blizu roba preživetja.

## Arhitektura in inženirstvo
Glavni rimski prispevki k arhitekturi so bili lok, obok in kupola. Tudi po več kot 2000 letih nekatere rimske zgradbe še vedno stojijo, deloma zaradi prefinjenih metod izdelave cementa in betona. Rimske ceste veljajo za najnaprednejše ceste, zgrajene do začetka 19. stoletja. Sistem cest je olajšal premike vojaških enot, komunikacije in trgovino. Ceste so bile odporne proti poplavam in drugim nevarnostim iz okolja. Tudi po razpadu centralne vlade so nekatere ceste ostale uporabne več kot tisoč let.
Rimski mostovi so bili med prvimi velikimi in trajnejšimi mostovi. Zgrajeni so (bili) iz kamna z osnovno ločno konstrukcijo, precej se je uporabljal rimski beton. Največji rimski most je bil Trajanov most čez spodnjo Donavo med sedanjim Kladovom v Srbiji in Drobeto v Romuniji. Most je zgradil Apolodor iz Damaska in je več kot tisočletje ostal najdaljši most na svetu.
Rimljani so zgradili številne jezove in umetna jezera ter nadzemne in podzemne zbiralnike za vodo, na primer jezove Subiaco, od katerih sta dva napajala Anio Novus, enega največjih akvaduktov v Rimu. Samo na območju Iberskega polotoka so zgradili 72 jezov, po cesarstvu pa je znanih še veliko drugih. Nekateri so še vedno v uporabi. Iz rimske Britanije je znanih več zemeljskih jezov, vključno z dobro ohranjenim primerom iz Longoviciuma (Lanchester).
Rimljani so zgradili številne akvadukte (vodovode). Preživela razprava Frontinusa, ki je bil kot curator aquarum (skrbnik za vodo) v času cesarja Nerve, odraža skrb, ki je bila namenjena zagotavljanju oskrbe z vodo. Zidani kanali z zelo natančnim naklonom so vodili vodo iz oddaljenih izvirov in zbiralnikov samo z uporabo gravitacije. Doline so premoščali s sifoni ali več kilometrov dolgimi podzemnimi predori. Vodo z akvaduktov so zbirali v zbiralnikih in nato po svinčenih ali lončenih ceveh dovajali do javnih vodnjakov, kopališč, stranišč in proizvodnih obratov. Glavna vodovoda mestu Rima sta bila Aqua Claudia in Aqua Marcia. Kompleksni sistem za oskrbo Konstantinopla z vodo je bil speljan iz 120 km oddaljenega vira in je bil dolg več kot 336 km. Rimski akvadukti so bili zgrajeni izredno trdno in trajno ter v skladu s tehnološkimi standardi, ki jih ni bilo mogoče doseči do moderne dobe. Rimljani so akvadukte uporabljali tudi v obsežnih rudarskih dejavnostih po cesarstvu, na mestih, kot sta Las Medulas in Dolaucothi v sodobnem Južnem Walesu.
Pri gradnji javnih kopališč so uporabljali izolacijsko zasteklitev. Elitna domovanje v hladnejših podnebjih so lahko imela vgrajen hipokavst, obliko centralnega ogrevanja, viden tudi v ostankih emonske hiše v Ljubljani (Mirje 4). 
Rimljani so bili prvi, ki so izumili parni stroj. Za takega se šteje Heronov aeolipil, ki je bil sicer bolj podoben parni turbini. Pravi parni stroj so izumili leta 1712.
- Rimski vodovod v dolini Glinščice - ohranjen del oboka in betonski kanal
- Ohranjen del kanalizacije (kloaka) rimske Emone
- Gradnja Flavijskega amfiteatra, bolj znanega kot Kolosej, se je začela v času vladavine Vespazijana.
- Notranjost Panteona v Rimu s kupolo in odprtino, oculusom
- Rimska cesta Via Appia, Apijska cesta (ohranjeni odsek)
- Akvadukt Pont du Gard, ki prečka reko Gardon v južni Franciji, je na Unescovem seznamu svetovne dediščine.

## Vsakdanje življenje

### Mesto in država
V starodavnem svetu je bilo mesto pojmovano kot središče, ki spodbuja civilizacijo, saj je bilo "pravilno zasnovano, urejeno in okrašeno". Avgust se je v Rimu lotil obsežnega gradbenega programa, podpiral javne predstavitve umetnosti, ki so izražale novo cesarsko ideologijo, in mesto preuredil v soseske (vici), ki so bile na lokalni ravni opremljene z javnimi službami, kot npr. s policijo in gasilskimi službami. Eden osrednjih pomnikov avgustovske velikopotezne arhitekture v Rimu je območje Campus Martius, odprt prostor zunaj mestnega središča, ki je bilo v zgodnjih časih namenjeno konjeniškemu športu in telesnemu treningu za mlade. Tam se je nahajal Oltar avgustovskega miru Ara Pacis Augustae in obelisk, ki so ga pripeljali iz Egipta in ki je predstavljal kazalec (gnomon) horologa. Campus je s svojimi javnimi vrtovi postal za obisk eden najprivlačnejših mestnih predelov. 
Grki so že od zgodnjega obdobja vplivali na načrtovanje mesta in urbani način življenja, v vzhodnem cesarstvu pa je rimska vladavina pospešila in oblikovala lokalni razvoj mest, ki so že imela močan helenistični značaj. Mesta, kot so Atene, Afrodizija, Efez in Gerasa, so nekatere vidike mestnega načrtovanja in arhitekture spremenila v imperialne ideale, hkrati pa so izrazila svojo individualno osebnost in lokalno preteklost. Na območjih zahodnega cesarstva, naseljenih s keltsko govorečimi ljudstvi, je Rim spodbujal razvoj mestnih središč s kamnitimi templji, forumi, monumentalnimi vodnjaki in amfiteatri, pogosto na ali v bližini mest že obstoječih obzidanih naselij, znanih kot oppidum. Urbanizacija v rimski Afriki se je razširila na grška in punska mesta ob obali.
Mreža mest po celotnem cesarstvu (coloniae, municipija, civites ali po grško poleis) je bila v času Pax Romana glavna povezovalna sila cesarstva. Rimljane iz 1. in 2. stoletja n. št. je cesarska propaganda spodbujala k "vzgoji navad miru". Kot je ugotovil klasicist Clifford Ando:
"Večino kulturnih pripomočkov, popularno povezanih s cesarsko kulturo - javni kult in njegove igre ter državljanske pogostitve, tekmovanja za umetnike, govornike in športnike, pa tudi financiranje velike večine javnih stavb in javno razstavo umetnosti - so financirali zasebniki, katerih izdatki so v zvezi s tem pomagali upravičiti in utrditi njihovo ekonomsko moč ter pravne in pokrajinske privilegije."
Tudi krščanski polemik Tertulijan je izjavil, da je bil svet ob koncu 2. stoletja bolj urejen in dobro obdelan kot v prejšnjih obdobjih: "Povsod so hiše, povsod ljudje, povsod res publica, skupna država, povsod življenje." Propad mest in urbanega načina življenja v 4. stoletju, ko premožni sloji niso več zmogli ali niso želeli podpirati javnih del, je bil eden od vidnejših znakov neizbežnega razpada cesarstva.
V mestu Rim je večina ljudi živela v večnadstropnih stanovanjskih zgradbah (insulae, otoki), ki so bile pogosto umazane ognjene pasti. Javne zgradbe - kot so kopališča (terme), stranišča, splakovana a s tekočo vodo (latrinae), priročno nameščene bazeni ali dovršeni vodnjaki (Nimfej), ki dovajajo svežo vodo, in obsežne zabave, kot so dirke s kočijami in gladiatorski boji - so bili namenjeni predvsem navadnim ljudem, ki so živeli v otokih. Podobne objekte so zgradili v mestih po vsem cesarstvu, nekatere najbolje ohranjene rimske ostaline pa so danes vidne v Španiji, Turčiji, južni Franciji in severni Afriki.
Javna kopališča so opravljala higienske, družbene in kulturne funkcije. Kopanje je bilo v središču vsakodnevnega druženja v poznih popoldanskih urah pred večerjo. Rimska kopališča so bila sestavljena iz vrste prostorov, ki so nudili skupno kopanje pri treh temperaturah in z različnimi stopnjami udobja. Kopališča so lahko vključevala tudi palestro, savno, piling spa (kjer so olja z masažo vtirali v kožo in jih nato strgali s telesa s strgali), igrišče za žogo ali zunanji bazen. Kopeli so ogrevali hipokavsti: tla so bila zgrajena nad kanali z vročim zrakom, ki so krožno dovajali toploto. Mešano golo kopanje v zgodnjem cesarstvu ni bilo nenavadno, čeprav so nekatera kopališča morda za moške in ženske nudila ločene prostore ali ure obiska. Javna kopališča so bila del urbane kulture tudi po provincah, vendar so konec 4. stoletja zasebne kadi začele nadomeščati skupno kopanje. Kristjanom so svetovali, naj hodijo v kopališče zaradi zdravja in čistoče, ne zaradi užitka, hkrati pa naj bi se izogibali igram ludi, ki so bile del verskih praznikov, ki so jih imeli za 'poganske'. Tertulijan pravi, da so sicer kristjani ne samo uporabljali kopališča, ampak so v celoti sodelovali v trgovini in družbi.
Bogate družine iz Rima so imele običajno dve ali več hiš, mestno hišo (domus)  in vsaj eno luksuzno hišo (vilo) zunaj mesta. Domus je bil enodružinska hiša v zasebni lasti in je bil lahko opremljen z zasebnim kopališčem (balneum), vendar ni bil kraj za umik iz javnega življenja. Čeprav nekatere soseske v Rimu kažejo večjo koncentracijo razkošnejših hiš, bogati niso živeli v ločenih enklavah. Njihove hiše naj bi bile vidne in dostopne. Atrij je služil kot sprejemna dvorana, v kateri so se pater familias (vodje gospodinjstva) vsako jutro srečevali s strankami, od bogatih prijateljev do revnejših vzdrževanih družin, ki so prejemale dobrodelne darove. Domus je bil hkrati tudi središče družinskih verskih obredov, in je vseboval svetišče in podobe družinskih prednikov. Hiše so bile nameščene na prometnih javnih cestah. Pritlične prostore, ki so gledali na ulico, so pogosto oddali v najem kot trgovine (tabernae). Poleg kuhinjskega vrta (v Insulae so te lahko nadomestili z okenskimi koriti) so mestne hiše običajno opremili tudi s peristilom, urejenim vrtom, ki je med zidove pripeljal nekaj narave.
Nasprotno od domusa pa je bila vila pobeg pred mestnim vrvežem in v literaturi predstavlja življenjski slog, ki uravnoteži civilizirano zasledovanje intelektualnih in umetniških interesov (otium) s spoštovanjem do narave in kmetijskega cikla. Idealna vila je nudila lep razgled in je bila arhitekturno skrbno načrtovana. Lahko je stala kot osrednje poslopje na delujočem posestvu ali v "letoviškem mestu", ki so se nahajala ob morski obali, kot sta npr. Pompeji in Herkulanej.
Program obnove mest v času cesarja Avgusta in rast rimskega prebivalstva na kar milijon meščanov je spremljala nostalgija po podeželskem življenju, izražena v umetnosti. Poezija je hvalila idealizirano življenje kmetov in pastirjev. Notranjost hiš je bila pogosto okrašena z naslikanimi vrtovi, vodnjaki, pokrajinami, rastlinskim okrasjem in živalmi, zlasti pticami. Morske živali so bile prikazane tako natančno, da jih sodobni poznavalci včasih lahko prepoznajo po vrstah. Avgustovski pesnik Horacij je v svoji basni o mestni in podeželski miški, ki so jo pogosto pripovedovali kot otroško zgodbo, z nežno satiro obravnaval različnost mestnih in podeželskih vrednot.
Na bolj praktični ravni je centralna vlada aktivno podpirala razvoj kmetijstva. Pridelava hrane je bila glavna prednostna naloga rabe zemljišč. Velike kmetije (latifundije) so pridelale dovolj presežkov živil, da so prehranjevale mesta. Mali kmetje so imeli koristi od razvoja lokalnih trgov v mestih in trgovskih središčih. Kmetijske tehnike, kot sta kolobarjenje in selektivna vzreja, so se razširile po celem cesarstvu. Poljščine so se prenašale iz ene province v drugo, na primer grah in zelje v Britanijo.
Vzdrževanje cenovno dostopne oskrbe s hrano v Rimu je postalo glavno politično vprašanje v pozni republiki, ko je država državljanom, ki so se prijavili, začela zagotavljati oskrbo z žitom (Cura Annonae). Podporo po približno 33 kg žita mesečno, letno približno 100.000 ton pšenice, predvsem s Sicilije, severne Afrike in Egipta. Podpora je stala vsaj 15 % državnih prihodkov, izboljšala pa je življenjske pogoje in družinsko življenje med nižjimi sloji, hkrati pa subvencionirala bogate s tem, da so lahko delavci večji del zaslužka porabili za vino in oljčno olje, izdelke z veleposestev bogatih.
Podpora v žitu je imela tudi simbolično vrednost: potrdila je cesarjev položaj univerzalnega dobrotnika in pravico vseh državljanov, da sodelujejo pri "sadovih osvajanj". Annona, javne ustanove in razkošne zabave so omilile sicer skromne življenjske razmere rimskih nižjih slojev in preprečevale socialne nemire. Satirik Juvenal pa je "kruha in iger" (panem et circenses) videl kot simbol izgube politične svobode iz časov Rimske republike:
"Javnost je že zdavnaj odvrgla svoje skrbi: ljudje, ki so nekoč podeljevali poveljstva, konzulate, legije in vse drugo, se zdaj zanje ne menijo več in nestrpno hrepenijo le po dveh stvareh: kruhu in igrah."

### Hrana in prehranjevanje
V večini stanovanj v Rimu ni bilo kuhinj, na ognjiščih pa so se lahko pripravljale osnovne jedi. Pripravljena hrana je bila naprodaj v pivnicah in barih, gostilnah in stojnicah hrane (tabernae, cauponae, popinae, thermopolia). Hrana za s seboj in restavracijska strežba sta bila namenjena nižjim slojem. Visoko kuhinjo je bilo mogoče najti le na zasebnih večernih zabavah v uglednih hišah s kuharjem (archimagirus) in usposobljenim kuhinjskim osebjem ali na banketih družbenih klubov (collegia).
Večina ljudi je zaužila vsaj 70 % dnevnih kalorij v obliki žit in stročnic. Puls (kaša) je veljal za prvotno hrano Rimljanov. Osnovno žito so lahko pripravili s sesekljano zelenjavo, koščki mesa, sirom ali zelišči in tako pripravili jedi, podobne današnji polenti ali rižoti.
Mestno prebivalstvo in vojska so žito raje uživali v obliki kruha. Mline in komercialne pekarne so običajno združevali v pekovskih insulah. Od vladavine Avrelijana je država začela razdeljevati anono kot dnevni obrok kruha, pečenega v državnih proizvodnih obratih; temu so dodali oljčno olje, vino in svinjino.
Pomen dobre prehrane za zdravje so že takrat prepoznali zdravniki. Galen (2. stoletje n. št.) je v eni od svojih razprav napisal tudi besedilo o ječmenovi juhi. Na poglede na prehrano so vplivale miselne šole, kot je humoralna teorija.
Rimska literatura se je osredotočala na prehranske navade višjih slojev, v katerih je večerja (cena) imela pomembno družabno funkcijo. Goste so pogostili v lepo urejeni jedilnici (triklinij), pogosto s pogledom na peristilni vrt. Jedci so poležavali na kavčih, naslonjen na levi komolec. Najpozneje v obdobju pozne republike, če ne prej, so ženske obedovale, slonele in pile vino skupaj z moškimi.
Najbolj znan opis rimskega obroka je verjetno Trimalhijeva večerja v Satirikonu, izmišljena ekstravaganca, ki tudi med najbogatejšimi sloji ni dosti spominjala na resničnost. Pesnik Martial opisuje bolj verodostojno večerjo, začenši z gustatio ('okušanje' ali 'predjed'), ki je bila solata, sestavljena iz listov sleza, solate, sesekljanega pora, mete, rukole, skuše, okrašene z ruto, narezanimi jajci in mariniranimi junečjimi prašniki. Glavna jed so bili sočni kosi kozlička, fižola, zelene, piščanca in ostankov šunke, čemur je sledila sladica iz svežega sadja in staranega vina. Latinski izraz za večerjo s polnim jedilnikom je bil ab ovo usque mala, 'od jajca do jabolk'.
Knjižno zbirko rimskih receptov pripisujejo Apiciju, avtorju številnih antičnih besedil, ki so postali sinonim za 'gurmanstvo'. Rimski 'gurmani' so si privoščili divjad, kot sta pav in plamenec, kokoši, velike ribe (cipelj je bil posebej cenjen) in školjke. Luksuzne sestavine so prihajale tudi iz daljnih krajev cesarstva, od partske meje do Gibraltarske ožine, od koder so jih pripeljali z ladjami.
Prefinjeno kuhinjo bi lahko s časovno oddaljenostjo obravnavali kot znak civilizacijskega napredka ali kot simbol dekadentnega propada. Zgodnji cesarski zgodovinar Tacit je v svojem času primerjal neskromno razkošje rimske mize s preprostostjo germanske prehrane s svežim divjačinskim mesom, svežim sadjem in sirom, ki ga niso umazale uvožene začimbe in dodelane omake. Zaradi pomena posesti v rimski kulturi so pridelki - žita, stročnice, zelenjava in sadje - najpogosteje veljali za bolj civilizirano obliko hrane kot meso. Sredozemske osnovne sestavine prehrane v obliki kruha, vina in olja je poveličevalo rimsko krščanstvo, medtem ko je uživanje mesa po germanskem običaju postalo znamenje poganstva, saj je bilo lahko rezultat žrtvovanja živali.
Nekateri filozofi in kristjani so se uprli telesnim zahtevam in iskanju užitka v hrani ter post postavili za vzor. Zaradi splošnega nazadovanja razmer v cesarstvu je hrana na splošno postala enostavnejša, saj se je mestno prebivalstvo na Zahodu skrčilo, trgovske poti pa so se začele prekinjati. Bogati so se umaknili v bolj omejeno samooskrbo svojih podeželskih posesti. Ker je bil urbani življenjski slog povezan z dekadenco, je Cerkev formalno zavračala požrešnost, lov in pašništvo pa so predstavili kot preprost, kreposten način življenja.

### Šport in javne igre
Ko se je Juvenal pritožil, da je rimsko ljudstvo svojo politično svobodo zamenjalo za "kruh in igre", je imel v mislih državno podporo v žitu in circene, prireditve, ki so se dogajale v circusu. Največje tovrstno prizorišče v Rimu je bil Circus Maximus, kraj konjskih dirk, dirk s kočijami, konjeniške igre Troja, uprizorjenega lova na zveri (venationes), atletskih tekmovanj, gladiatorskih bojev in zgodovinskih uprizoritev. Že od nekdaj so v času več verskih praznikov prirejali igre ludi, predvsem dirke s konji in kočijami (ludi circenses). Čeprav je njihova zabavna vrednost po navadi zasenčila verski pomen, so dirke ostale del arhaičnih verskih obredov, ki so se nanašali na kmetijstvo, posvetitev in krog rojstva in smrti.
V času Avgustove vladavine so javne igre prirejali 77 dni v letu; do vladavine Marka Avrelija se je število dni povečalo na 135. Pred cirkuškimi igrami je potekala parada (pompa circensis), ki se je končala na prizorišču. Tekmovalne prireditve so potekale tudi na manjših prizoriščih, kot sta amfiteater, ki je postal značilno rimsko prizorišče in stadion. Atletika v grškem slogu je vključevala tekmovanje v teku, boks, rokoborbo in pankratij. V inženirsko zapleteno izvedenih ogromnih bazenih so uprizarjali vodne predstave, kot so lažni morski boj (Navmahija) in obliko 'vodnega baleta'. Državno podprte gledališke prireditve (ludi scaenici) so se odvijale na tempeljskih stopnicah, v velikih kamnitih gledališčih ali v manjših zaprtih gledališčih, ki so jih imenovali odeum.
Cirkusi so bili največja zgradba, ki so jo redno gradili v rimskem svetu, čeprav so imeli Grki v svoji arhitekturni tradiciji za podobno rabo namenjen hipodrom. Flavijski amfiteater, bolj znan kot Kolosej, je postal redno prizorišče krvavih športov v Rimu, potem ko se ga odprli leta 80 n. št. Cirkuške konjske dirke so se izvajale pogosteje. Circus Maximus v Rimu, prizorišče dirk, je lahko sprejel okoli 150.000 gledalcev, Kolosej pa približno 50.000, s stojišči pa približno 10.000 več. Številni rimski amfiteatri, cirkusi in gledališča, zgrajeni v mestih zunaj Italije, so danes večinoma v ruševinah.
Fizična ureditev amfiteatra je predstavljala ustroj rimske družbe: cesar je predsedoval v svoji bogati loži, senatorji in vitezi so predstavo gledali z udobnih sedežev, rezerviranih zanje, ženske so sedele dlje od dogajanj, sužnji na najslabših mestih, vsi ostali pa so se namestili nekje vmes. Množica je lahko z žvižganjem ali navijanjem zahtevala izid igre, toda zadnjo besedo je imel cesar. Igre so lahko hitro postala prizorišča socialnih in političnih protestov, cesarji pa so morali za zadušitev nemirov med množico včasih uporabiti silo. Najbolj razvpiti so bili nemiri leta 532, ko so vojaki pod Justinijanom I. pobili tisoče protestnikov.
Ekipe kočij so bile znane po barvah, ki so jih nosile. Najbolj priljubljeni st bili modra in zelena ekipa. Zvestoba navijačev je bila močna in je včasih prerasla v športne izgrede. Dirke so bile nevarne, toda vozniki vozov so bili med najbolj slavnimi in dobro plačanimi športniki. Ena od zvezd športa je bil Diocles iz Luzitanije (sodobna Portugalska), ki je 24 let dirkal z vozovi in zaslužil kar 35 milijonov sestercev. Tudi konji so imeli svoje oboževalce in ti so se jih spominjali v umetnosti in napisih, včasih tudi poimensko. Zasnova rimskih cirkusov je bila takšna, da nobena ekipa ni imela nepoštene prednosti, hkrati pa naj bi oblika zmanjševala trke vpreg (naufragia, brodolomi), ki pa so bili v neznansko veselje množic kljub temu še vedno pogosti. Dirke so obdržale čarobno auro z zgodnjim povezovanjem s htoničnimi verskimi obredi: cirkuške podobe so veljale za zaščitne ali srečonosne, na mestu dirkališč so bile pokopane tablice prekletnic, vozniki pa so bili pogosto osumljeni čarovništva. Dirke z vozovi so se v bizantinskem obdobju nadaljevale pod cesarskim sponzorstvom, vendar je upad mest v 6. in 7. stoletju privedel do njihovega propada.
Rimljani so domnevali, da so gladiatorske igre nastala iz pogrebnih iger in žrtvovanj, v katerih so bili izbrani ujeti bojevniki prisiljeni v boj, ki naj bi obeležil smrt plemenitih Rimljanov. Nekateri najzgodnejši slogi gladiatorskih bojev so imeli etnične oznake, kot so 'traški' ali 'galski'. Uprizorjeni boji so se šteli za munera - storitve, daritve, dobrote, ki so se sprva razlikovali od prazničnih iger ludi. 
V svoji 40-letni vladavini je Avgust naročil osmih gladiatorskih predstav, v katerih se je skupno borilo 10.000 mož, ter 26 uprizorjenih lovov na zveri, ki so povzročili smrt 3500 živali. Ob odprtju Koloseja je cesar Tit napovedal 100 dni prireditev v areni, v enem dnevu pa je tekmovalo 3000 gladiatorjev. Na rimsko navdušenje nad gladiatorji kaže široka množica upodobitev na mozaikih, stenskih poslikavah, svetilkah in celo risbah z grafiti. 
Gladiatorji so bili izurjeni borci, ki so lahko bili sužnji, obsojenci ali neplačani prostovoljci. Smrt ni bila nujen ali celo zaželen rezultat na tekmah med temi visoko usposobljenimi borci, katerih usposabljanje je predstavljalo drago in dolgotrajno naložbo. Nasprotje gladiatorjev so bili noxii, obsojenci na areno z malo ali nič usposabljanja, pogosto neoboroženi in brez pričakovanja preživetja. Fizično trpljenje in ponižanje se je štelo za primerno in pravično povračilo za zločine, ki so jih storili. Te usmrtitve so bile včasih uprizorjene ali predstavljene kot ponovitve mitov ali dogodkov iz rimske zgodovine, amfiteatri pa so bili opremljeni z dodelanimi odrskimi stroji za ustvarjanje posebnih učinkov. Tertulijan je menil, da smrti v areni niso nič drugega kot oblečena oblika človeške žrtve.
Sodobni raziskovalci so ugotovili, da je užitek, ki so ga Rimljani uživali v "gledališču življenja in smrti", eden najtežje razumljivih in razložljivih vidikov njihove civilizacije. Plinij mlajši je gladiatorske igre racionaliziral kot koristne za ljudi, na način "da jih navdihne za častne rane in prezira smrt, tako da izkaže ljubezen do slave in željo po zmagi tudi v telesih sužnjev in zločincev". Nekateri Rimljani, kot je Seneka, so bili kritični do surovih spektaklov, vendar so našli vrlino v pogumu in dostojanstvu poraženega borca in ne v zmagi - drži, ki je svoj najboljši izraz našla pri kristjanih, ki so jih mučili v areni. Tudi mučeniška literatura ponuja "podrobne, resnično bujne opise telesnega trpljenja" in je včasih postala priljubljena zvrst, ki se je včasih ni ločilo od izmišljenih zgodb.

#### Osebni trening in športne igre
V množini se ludi skoraj vedno nanaša na obsežne predstave z velikim številom gledalcev. Edinstveni ludus (predstava, igra, šport, vadba), je imel širok spekter pomenov, kot so 'besedna igra', 'gledališka predstava', 'družabna igra', 'osnovna šola' in celo 'šola za usposabljanje gladiatorjev' (kot v Ludusu Magnusu, največjem tovrstnem vadbenem centru v Rimu).
Dejavnosti za otroke in mladino so vključevale vrtenje obročev in metanje astragalov (štirikotni deli stopal drobnice). Otroški sarkofagi pogosto prikazujejo igranje iger. Dekleta so imela punčke, običajno dolge od 15 do 16 cm, s spojenimi okončinami, izdelane iz materialov, kot so les, terakota, zlasti pa iz kosti in slonovine. Igre z žogo vključujejo trigon, ki je zahteval spretnost, in harpastum, bolj grob šport. Hišni ljubljenčki se pogosto pojavljajo na otroških spominih in v literaturi, vključujejo pa ptice, pse, mačke, koze, ovce, zajce in gosi.
Po obdobju pubertete je bila večina fizične vadbe za moške vojaške narave. Campus Martius v Rimu je bil prvotno vadbeno polje, kjer so mladi moški razvijali spretnosti konjeništva in bojevanja. Tudi lov je veljal za primerno zabavo. Po Plutarhovem poročanju konzervativni Rimljani niso odobravali atletike v grškem slogu, ki je promovirala lepo telo, in so obsojali Neronova prizadevanja za izvedbo gimnastičnih iger na grški način.
Nekatere ženske so se usposabljale za telovadke in plesalke, redkeje pa za gladiatorke. Znameniti mozaik Dekleta v bikiniju prikazuje mlade ženske, ki se ukvarjajo z umetelnimi vadbami, ki bi jih lahko primerjali z ritmično gimnastiko. Ženske so na splošno spodbujali k ohranjanju zdravja z dejavnostmi, kot so igranje z žogo, plavanje, hoja, glasno branje (kot dihalna vaja), vožnja v vozilih in potovanja.
Ljudje vseh starosti so igrali družabne igre, v katerih sta se dva igralca pomerila med seboj. Mednje sta spadali strateška igra latrunculi (napadalci), v kateri sta nasprotnika usklajevala gibanje in zajemanje več igralnih kosov, ter XII skripte, ki vključujejo kocke in razporejanje kosov na mrežo črk ali besed. Igra, imenovana alea (kocka) ali tabula (deska), s katero je bil razvpito zasvojen cesar Klavdij, je bila morda podobna backgammonu s skodelico kock (pyrgus). Kockanje kot oblika iger na srečo je bilo vprašljivega slovesa, je pa bilo priljubljena zabava med decembrskim festivalom Saturnalije s karnevalskim vzdušjem, ko so postale družbena pravila bolj sproščena.

### Oblačenje
V statusno zavedni družbi, kakršna je bila Rimsko cesarstvo, so oblačila in osebni okraski sogovorniku nedvoumno sporočali namige o bontonu pogovora z nosilcem. Nošenje pravilnih oblačil naj bi odražalo urejeno družbo v dobrem stanju. Toga je bila značilno nacionalno oblačilo rimskega moškega, vendar je bila težka in nepraktična. Nosila se je predvsem na političnih dogodkih, verskih obredih in obiskih sodišča. Običajna oblačila Rimljanov so bila temna ali pisana. Najpogostejša moška oblačila so bile tunike, plašči in v nekaterih pokrajinah hlače. Študije o tem, kako so se Rimljani oblačili v vsakdanjem življenju, ovira pomanjkanje neposrednih dokazov, saj lahko portretiranje prikazuje osebo v oblačilih s simbolično vrednostjo (npr. v svečanih oblačilih), preživeli tekstil iz tega obdobja pa je redek.
Osnovno oblačilo vseh Rimljanov, ne glede na spol ali premoženje, je bila preprosta tunika z rokavi. Dolžina se je razlikovala glede na uporabnika: moška je dosegla sredino goleni, vojaška je bil nekoliko krajša; ženska je padala do stopal, otroška pa do kolena. Tunike revnih ljudi in delovnih sužnjev so bile izdelane iz grobe volne v dolgočasnih naravnih odtenkih, pri čemer je bila dolžina določena z vrsto dela, ki so ga opravljali. Tanjše tunike so bile narejene iz lahke volne ali platna. Moški, ki je pripadal senatorskemu ali viteškemu redu, je nosil tuniko z dvema vijoličnima črtama (clavi), vtkanima navpično v tkanino: širši kot je trak, višji je status uporabnika. Preko tunike so lahko nosili druga oblačila.
Toga je bila okoli šest metrov dolg kos blaga iz bele volne, ki je ni bilo mogoče obleči oziroma oviti brez pomoči. Kvintilijan v svojem delu podrobno opisuje, kako bi moral javni govornik prilagoditi svoje geste glede na svojo togo. V umetnosti je toga prikazana z daljšim koncem, potopljenim med stopala, globoko ukrivljenim pregibom spredaj in čebulico z zavihkom na sredini. Draperije so sčasoma postale bolj zapletene in strukturirane, tkanina pa je v poznejših obdobjih tvorila tesen zvitek čez prsni koš. Togo praetexta, z vijolično ali rdečevijolično črto, ki je predstavljala nedotakljivost, so nosili otroci, ki niso bili polnoletni, sodniki kure in državni duhovniki. Samo cesar je lahko nosil povsem vijolično togo (toga picta).
V 2. stoletju so se pričeli pojavljati podobe cesarjev in vladajoče moške elite med nošnjo palija, prvotno grškega plašča (himation), tesno napetega okoli telesa. V paliju so upodobljene tudi ženske. Tertulijan je menil, da je palij, v nasprotju s togo, primerno oblačilo tako za kristjane kot za izobražene ljudi, saj je bil povezan s filozofi. Do 4. stoletja je togo bolj ali manj nadomestil palij kot oblačilo, ki je poosebljalo družbeno enotnost.
Rimski stili oblačil so se sčasoma spreminjali, čeprav ne tako hitro kot danes. V obdobju dominata so oblačila, ki so jih nosili vojaki in vladni birokrati, postala zelo okrašena, na tunike in ogrinjala pa so bili napleteni tkani ali vezeni trakovi (clavi) in krožne okrogle obrobe (orbiculi). Ti dekorativni elementi so bili sestavljeni iz geometrijskih vzorcev, stiliziranih rastlinskih motivov in v bolj dodelanih primerih človeških ali živalskih figur. Uporaba svile se je sčasooma povečevala in dvorjani poznejšega cesarstva so pogosto nosili dodelane svilene halje. Militarizacija rimske družbe in upadanje kulturnega življenja, ki temelji na urbanih idealih, so vplivali na oblačilne navade: birokrati in vojaki so pričeli nositi težke pasove v vojaškem slogu, togo pa opuščati.

## Umetnost
Ljudje, ki so obiskvali ali živeli v Rim ali v mestih po vsem cesarstvu, so vsak dan videvali umetnost v različnih slogih in oblikah. Javna ali uradna umetnost - vključno s kiparstvom, spomeniki, kot so zmagovalni stebri ali slavoloki in ikonografija na kovancih - se pogosto analizira glede na njen zgodovinski pomen ali kot izraz imperialne ideologije. V cesarskih javnih kopališčih si je tudi manj premožen državljan lahko ogledoval stenske slike, mozaike, kipe in notranjo dekoracijo, ki so bili pogosto zelo kakovostni. V zasebni sferi predmeti, narejeni za verske posvetitve, pogrebne spomine, domačo rabo in trgovino, kažejo različne stopnje umetniške kakovosti in spretnosti. Premožni člani družbe so svoje spoštovanje do kulture obeleževali s slikarstvom, kiparstvom in dekorativnimi umetnostmi na svojem domu - čeprav se nekatera prizadevanja sodobnim gledalcem in nekaterim starodavnim poznavalcem zdijo bolj naporna kot okusna. Grška umetnost je močno vplivala na rimsko tradicijo in nekateri najbolj znani primeri grških kipov so znani le iz rimskih cesarskih kopij in občasnih opisov v grškem ali latinskem literarnem viru.
Kljub visoki vrednosti umetniških del so imeli tudi znani umetniki med Grki in Rimljani nizek družbeni ugled, saj so imeli umetnike za obrtnike, obrtnike pa za ročne delavce. Hkrati pa so prepoznavali raven spretnosti, potrebne za kakovostno delo, in ta spretnost celo veljala za božanski dar.

### Portretiranje
Portreti, ki so preživeli predvsem v obliki kiparskih upodobitev, so bili najbolj pogosta oblika umetnosti v dobi cesarstva. Portreti v avgustovskem obdobju kažejo mladostne in klasične razsežnosti, ki se kasneje razvijejo v mešanico realizma in idealizma. Za republikanske portrete je bil značilen naturalističen pristop, toda že v 2. stoletju pred našim štetjem so včasih za upodabljanje zmagovitih osvajalskih generalov uveljavljali grško načelo o junaški goloti. Cesarski portretni kipi so glavo prikazovali kot zrelo, celo skorjasto, na vrhu golega ali polkrožnega telesa, ki je gladko in mladostno s popolno mišično strukturo; portretno glavo so pogosto celo dodali telesu, ustvarjenemu za drug namen. Oblečeno v togo ali vojaške oznake telo sporoča rang ali področje delovanja, ne pa lastnosti posameznika.
Ženske iz cesarjeve družine so bile pogosto upodobljene oblečene kot boginje ali božje poosebitve, kot je Pax ('Mir'). Portretiranje v slikarstvu predstavljajo predvsem portreti iz Fajuma, ki prikazujejo egiptovsko in rimsko tradicijo spominjanja na mrtve z realističnimi slikarskimi tehnikami cesarstva. Portretna skulptura iz marmorja je bila obarvana in čeprav so sledovi barve stoletja preživeli le v sledovih, fajumski portreti razlagajo, zakaj so se starodavni literarni viri čudili realizmu umetniških upodobitev.

### Kiparstvo
Primerov rimskega kiparstva je ohranjenega veliko, čeprav pogosto v poškodovanem ali razdrobljenem stanju, vključno s samostoječimi kipi in kipci iz marmorja, brona in terakote ter reliefi iz javnih zgradb, templjev in spomenikov, kot so Ara Pacis, Trajanov steber in Titov slavolok. Niše v amfiteatrih, kot je Kolosej, so bile prvotno napolnjene s kipi, in negovan vrt nikakor ni bil popoln brez kipov.
V svetiščih so bili razstavljene kultne upodobitve božanstev, pogosto delo slovitih kiparjev. Religioznost Rimljanov je spodbujala izdelavo okrašenih oltarjev, majhnih predstavitev božanstev za gospodinjsko svetišče ali zaobljube in druge predmete za posvečevanje v svetiščih. Božanski in mitološki liki so dobivali tudi posvetne, šaljive in celo nespodobne upodobitve. 

#### Sarkofagi
Za obdobje od 2. do 4. stoletja so značilni izredno izrezljani marmornati in apnenčasti sarkofagi. Ohranjenih je vsaj 10.000 sarkofagov. Čeprav so najpogosteje prikazovali mitološke prizore, relief sarkofaga imenujejo »najbogatejši posamezni vir rimske ikonografije« in lahko prikazuje tudi pokojnikovo poklicno ali življenjsko pot, vojaške prizore in druge predmete. Iste delavnice so izdelovale sarkofage tudi z judovskimi ali krščanskimi podobami.

### Slikarstvo
Veliko tega, kar je znano o rimskem slikarstvu, temelji na notranji dekoraciji zasebnih domov, še posebej ohranjenih z izbruhom Vezuva leta 79 našega štetja v Pompejih in Herkulaneju. Poleg okrasnih robov in plošč z geometrijskimi ali rastlinskimi motivi, stenske poslikave prikazujejo prizore iz mitologije in gledališča, pokrajine in vrtove, rekreacijo in javne igre, delo in vsakdanje življenje ter odkrito pornografijo. Ptice, živali in morsko življenje so pogosto upodobljeni do realističnih podrobnosti. 
Edinstven vir judovskega figurativnega slikarstva v času cesarstva je sinagoga v mestu Dura-Europos, ki so jo poimenovali 'Pompeji sirske puščave' Sinagoga je bila uničena sredi 3. stoletja, ko so mesto uničili Perzijci.

### Mozaik
Mozaiki so med najbolj trajnimi rimskimi okrasnimi umetninami in jih najdemo na površinah tal in drugih preživelih arhitekturnih značilnostih, kot so stene, obokani stropi in stebri. Najpogostejša oblika je mozaik v mozaikih, oblikovan iz enotnih kosov (tesserae) materialov, kot sta kamen in steklo. Mozaike so običajno izdelovali na kraju samem, včasih pa so jih sestavili in poslali kot že pripravljene plošče. Mozaično delavnico je vodil mojster umetnik (Pictor), ki je delal z dvema stopnjama pomočnikov.
Figurativni mozaiki si s slikarstvom delijo številne teme in v nekaterih primerih upodabljajo vsebino v skoraj enakih kompozicijah. Čeprav se geometrijski vzorci in mitološki prizori pojavljajo po vsem cesarstvu, se izražajo tudi lokalne posebnosti. V severni Afriki, ki je še posebej bogat vir mozaikov, so lastniki stanovanj pogosto izbirali prizore življenja na svojih posestvih, lova, kmetijstva in lokalnih divjih živali. Obilni in pomembni primeri rimskih mozaikov prihajajo tudi iz današnje Turčije, Italije, južne Francije, Španije in Portugalske. Tako je npr. iz Antiohije znanih več kot 300 mozaikov iz 3. stoletja.
Opus sectile je sorodna tehnika, pri kateri se ploščat kamen, običajno obarvan marmor, natančno razreže v oblike, iz katerih nastanejo geometrijski ali figurativni vzorci. Ta težja tehnika je bila zelo cenjena in je v 4. stoletju postala še posebej priljubljena za luksuzne površine, katerih obilen primer je bazilika Junija Bassa.

### Dekorativne umetnosti
Dekorativna umetnost za luksuzne potrošnike je vključevala fino keramiko, srebrne in bronaste posode in pripomočke ter steklovino. Izdelava lončenine običajne kakovosti je bila pomembna za trgovino in zaposlovanje, prav tako steklarska in kovinsko predelovalna industrija. Uvoz je spodbudil nova regionalna proizvodna središča. Južna Galija je postala vodilni proizvajalec drobnejše keramike z rdečim sijajem (terra sigillata), ki je bila v Evropi v 1. stoletju najpogostejše trgovsko blago. Za pihanje stekla so Rimljani menili, da izvira iz Sirije v 1. stoletju pr. n. št. V 3. stoletju n. št. sta po finem steklu postala znana Egipt in Porenje.
- Steklena posoda iz najdišča pod Gosposvetsko cesto v Ljubljani (izkopano 2019)
- Srebrni skifos iz zaklada iz Boscoreala (zgodnje 1. st.)
- Fina okrašena galsko-rimska terra sigillata posoda
- Zlati uhani z dragulji, 3. st.
- Čaša v okovju iz Kölna iz sredine 4. stoletja. Zbirka Staatliche Antikensammlung, München

### Igralske umetnosti
V rimski tradiciji, v precejšnji meri izposojeni od Grkov, so literarno gledališče izvajale moške skupine, ki so uporabljale obrazne maske s pretirano mimiko, ki je občinstvu omogočalo, da 'vidi', kako se počuti lik. Takšne maske so bile občasno tudi specifične za določeno vlogo, igralec pa je lahko nato igral več vlog zgolj s preklapljanjem mask. Ženske vloge so igrali moški v drag preobleki (travesti). Tradicija rimskega literarnega gledališča je v latinski literaturi še posebej dobro zastopana s tragedijami Seneke. Vendar okoliščine, v katerih so bile izvedene Senekine tragedije, niso jasne; znanstvena ugibanja segajo od minimalno uprizorjenih branj do celotnih produkcijskih podvigov. Bolj kot literarno gledališče je bilo žanrsko kljubujoče gledališče mimus, v katerem so se prepletali vnaprej zapisani scenariji in prosta improvizacija, tvegani jezik in šale, seksualni prizori, akcijske sekvence in politična satira, skupaj s plesnimi vložki, žongliranjem, akrobacijami, hojo po napeti vrvi, striptizom, in plesočimi medvedi. Za razliko od literarnega gledališča so mimus igrali brez mask in v igranju spodbujali slogovni realizem. Ženske vloge so izvajale ženske, ne moški. Mimus je bil povezan z žanrom, imenovanim pantomimus, zgodnja oblika baleta, ki ni vseboval govorjenega dialoga. Pantomimus je združil izrazni ples, instrumentalno glasbo in zapet libreto, pogosto mitološki, ki je lahko bil tragičen ali komičen.
Čeprav sta v rimski kulturi včasih veljala za tuji prvini, sta bila glasba in ples v Rimu prisotna že od najstarejših časov. Glasba je bila običajna na pogrebih; na avlos, leseno pihalo, so igrali ob žrtvovanjih, da bi preprečili slabe vplive. Pesem (carmen) je bila sestavni del skoraj vseh družabnih priložnosti. Mešani otroški pevski zbor je leta 17 pred našim štetjem javno izvedel posvetno Oro Horacij, ki jo je naročil Avgust. Glasba naj bi odražala urejenost vesolja in je bila povezana predvsem z matematiko in znanjem.
Igrali so na različna lesena pihala, trobila in druga glasbila, kot so brenkala, (na primer cithara) in tolkala. Cornu, dolg cevast kovinski pihalni inštrument, ki se je zavil okoli glasbenikovega telesa, so uporabljali za vojaško signalizacijo in na paradah. Ta glasbila najdemo tudi v delih cesarstva, od koder niso izvirala, in kažejo, da je bila glasba med vidiki rimske kulture, ki se je širila po provincah. Glasbila so pogosto upodobljena v rimski umetnosti.
Hidravlične cevne orgle (hydraulis) so bile eden najpomembnejših tehničnih in glasbenih dosežkov antike in so spremljale gladiatorske igre in prireditve v amfiteatru ter odrske predstave. Bile so med glasbili, na katera je igral cesar Neron.
Čeprav nekaterih oblik plesa včasih niso odobravali, saj so jih imeli za nerimske ali nemoške, je bil ples vgrajen v verske obrede arhaičnega Rima, kot so plešoči oboroženi salijski duhovniki in brata Arval, duhovništva, ki so se v času Principata obudila. Ekstatični ples je bil značilnost mednarodnih skrivnostnih religij, zlasti kulta Kibele, in so ga izvajali njeni evnuhi duhovniki Galli in Isis. V sekularnem kraljestvu so bile izjemno priljubljene plesalke iz Sirije in Cádiza.
Tako kot gladiatorji so bili tudi zabavljači v očeh zakona malo boljši od sužnjev, četudi so bili tehnično svobodni. 'Zvezde' pa so lahko uživale precejšnje bogastvo in slave in so se družbeno in pogosto spolno mešale z višjimi sloji, vključno s cesarji. Nastopajoči so se podpirali z oblikovanjem cehov in preživelo je več spominskih obeležij za člane gledališke skupnosti. Gledališče in ples so krščanski polemiki v obdobju poznega cesarstva pogosto obsojali, kristjane, ki so plesno tradicijo in glasbo vključevali v svoje bogoslužne prakse, pa so cerkveni očetje imeli za pretresljivo poganske. Sveti Avguštin naj bi rekel, da je pripeljati klovne, igralce in plesalce v hišo enako kot povabiti v tolpo nečistih duhov.

## Pismenost, knjige in izobraževanje
Današnje ocene povprečne stopnje pismenosti v cesarstvu se gibljejo med 5 in 30 % ali več, deloma v odvisnosti od opredelitve 'pismenosti'. Rimska obsedenost z dokumenti in javnimi napisi kaže na visoko vrednost pisane besede. Cesarska birokracija je bila tako odvisna od pisanja, da je babilonski Talmud izjavil, da "če bi bila vsa morja črnilo, vse trstičje pero, vse nebo pergament in vsi ljudje pisarji, ne bi mogli zapisati celotnega obsega skrbi rimske vlade". Zakone in ukaze so objavili v pisni obliki in jih javno brali. Nepismenim rimskim podložnikom so uradniki, na primer uradni pisarji, prepisovali ali pisali njihove uradne dokumente. Javna umetnost in verski obredi so bili načini za sporočanje imperialne ideologije ne glede na sposobnost branja. Rimljani so imeli obsežen duhovniški arhiv, po celotnem cesarstvu pa so se pojavljali napisi v povezavi s kipi in majhnimi zaobljubami, ki so jih navadni ljudje posvetili božanskim, pa tudi na zaveznih tablicah in drugih 'čarobnih urokih', z na stotine primerov, zbranih v grških Magičnih papirusih. Vojska je pripravila ogromno pisnih poročil in službenih zapisov. Pismenost v vojski je bila presenetljivo visoka. Urbani grafiti, ki vključujejo literarne citate, in nizkokakovostni napisi z napačno črkovanimi črkami in solecizmi kažejo na priložnostno pismenost neelit. Poleg tega je bilo računanje potrebno pri vseh oblikah poslovanja.  Sužnji so bili v velikem številu sposobni številskih operacij in pismeni, nekateri pa so bili celo zelo izobraženi.
Knjige so bile drage, saj so morali pisarji  "vsak izvod posebej zapisati na zvitek papirusa (volumen)". Kodeks, knjiga z na hrbtu zvezanima platnicama, je bila v času pesnika Marciala (1. stoletje n. št.) še vedno novost. Kodeks je konec 3. stoletja nadomestil volumen, ki je postal običajna oblika knjig s krščansko vsebino. Tržna proizvodnja knjig se je začelo v obdobju pozne republike. Do 1. stoletja n. št. so bile nekatere soseske v Rimu znane po svojih knjigarnah (tabernae librariae), ki so jih našli tudi v zahodnih provincialnih mestih, kot je Lugdunum (današnji Lyon, Francija). Kakovost urejanja se je močno spreminjala in nekateri starodavni avtorji so se že pritoževali nad napakami, ki jih naprej širijo kopije, pa tudi na plagiatorstvo in ponarejanje, ker ni bilo zakona o avtorskih pravicah. Vrednost kvalificiranega sužnja prepisovalca knjig (servus litteratus) so ocenjevali na znesek do 100.000 sestercev.
Zbiratelji so si opremili osebne knjižnice, kot je vila Papirusov v Herkulaneju. Izvrstna knjižnica je veljala kot del kulturnega preživljanja prostega časa (otium), povezanega z načinom življenja vile. Pomembne zbirke so pritegnile lastne učenjake; Lukijan se je norčeval iz najemniških grških intelektualcev, ki so se navezovali na filistejske rimske pokrovitelje. Posamezni dobrotniki so lokalno skupnost obdaril s knjižnico: Plinij Mlajši je mestu Comum poklonil knjižnico v vrednosti 1 milijon sestercev, skupaj s še 100.000 sesterci za njeno vzdrževanje. Cesarske knjižnice, ki so bile nameščene v državnih zgradbah, so bile za uporabnike privilegij in so predstavljale literarni vir, iz katerega je bilo mogoče izključiti neugledne ali neprimerne pisce. Knjige, ki so jih proglasili za subverzivne, so lahko javno zažgali.
Literarna besedila so pogosto glasno brali ob obrokih ali v bralnih skupinah. Znanstveniki, kot je Plinij Starejši, so se ukvarjali z večopravilnostjo, tako da so jim dela na glas brali, ko so jedli, se kopali ali potovali, v času, ko so svojim sekretarjem morda narekovali osnutke ali zapiske. Večdelne Podstrešne noči avtorja Aulusa Gelliusa je razširjeno raziskovanje, kako so Rimljani gradili svojo literarno kulturo. Udeležba pri javnih branjih se je širila od 1. do 3. stoletja, in čeprav so tisti, ki so brali iz užitka, ostali manjšina, niso bili več omejeni na prefinjeno vladajočo elito. Razvoj bralne kulture je odražal družbeno pretočnost cesarstva kot celote in se je izkazoval preko razvoja potrošnike literature, namenjene zabavi. Ilustrirane knjige, vključno s tistimi z erotično vsebino, so bile priljubljene, vendar jih ohranjeni fragmenti slabo predstavljajo.

### Osnovna izobrazba
Tradicionalno rimsko izobraževanje je bilo moralno in praktično. Zgodbe o moških in ženskah ali opozorilne zgodbe o posameznih neuspehih naj bi vzbudile rimske vrednote (mores maiorum). Starši in družinski člani naj bi bili vzorniki, starši, ki so se preživljali z lastnim delom, pa so svoje veščine prenašali na svoje otroke, ki so se lahko tudi vključili v vajeništvo in se tako izpopolnili v obrti ali trgovini. Formalno izobraževanje je bilo na voljo le otrokom iz družin, ki so ga lahko plačevale, pomanjkanje državnih posegov v dostop do izobraževanja pa je prispevalo k relativno nizki stopnji pismenosti.
Majhnim otrokom so znanje posredovali učitelji (pedagogus), redkeje učiteljice (pedagoga), pogosto grški suženj ali nekdanji suženj. Pedagog je bil otrokov varuh in mentor in ga učil tudi samodiscipline in javnega vedenja. Cesar Julijan se je z naklonjenostjo in hvaležnostjo spominjal svojega pedagoga Mardonija, gotskega evnuha, sužnja, ki ga je vzgajal od 7. do 15. leta, sicer pa so bili pedagogi malo spoštovani.
Osnovno izobraževanje iz branja, pisanja in računanja je za privilegirane otroke običajno potekalo doma, tako da so njihovi starši najeli ali kupili učitelja. Drugi so obiskovali šole, ki so bile javne, četudi jih država ni podpirala. Organizirali so jih posamezni učitelj (ludimagister), ki so nato prejemali honorarje od nekaterih staršev.  Otroci domačih sužnjev (vernae) so se lahko šolali doma ali v javnih šolah. Šole so v času cesarstva postale številčnejše in otrokom povečale možnosti za pridobitev izobrazbe. Šolanje je lahko redno potekalo v najetem prostoru ali v kateri koli razpoložljivi javni zgradbi, včasih tudi na prostem. Fantje in deklice so se osnovno izobraževali na splošno od 7. do 12. leta, vendar razredi niso bili ločeni glede na razred ali starost. Za družbeno ambiciozne učence je bilo nujno dvojezično izobraževanje v grščini in latinščini. 
Kvintilijan ponuja najobsežnejšo teorijo osnovnošolskega izobraževanja v latinski literaturi. Po Kvintilijanu ima vsak otrok rojeni ingenij, nadarjenost za učenje ali jezikovno inteligenco, ki je pripravljena za gojenje in izostritev, kar dokazuje sposobnost otroka, da si zapomni in posnema. Otrok, nezmožen za učenje, je redek. Kvintilijanu je ingenij predstavljal možnost za razvoj, ki se najbolje uresniči v družbenem okolju šole. Zavzemal se je za šolanje na domu, spoznal pomembnost igre pri otrokovem razvoju in odklanjal telesno kaznovanje, ker je odvračalo ljubezen do učenja. Njegovo odklanjanje telesnega kaznovanja je bilo v nasprotju s prakso, saj so v večini rimskih osnovnih šol počasne in moteće otroke pri pouku udarjali s palico (ferulo) ali brezovo šibo.

### Nadaljnja izobrazba
Pri starosti 14 let so se fantje iz višjih družbenih razredov udeležili obreda prehoda v odraslost in se začeli pod mentorstvom starejšega družinskeg člana ali družinskega prijatelja učiti vodilnih vlog v političnem, verskem in vojaškem življenju. Visokošolsko izobraževanje je vsebovalo tudi slovnico in retoriko. Slovnica je zajemala predvsem grško in latinsko književnost, zgodovino, geografijo, filozofijo ali matematiko pa so uporabljali kot pripomoček za razlago besedil. Z Avgustovim vzponom so postali del učnega načrta tudi sodobni latinski avtorji, kot sta bila Vergilij in Livij.
Retor je bil učitelj govorništva in javnega nastopanja. Umetnost govora (ars dicendi) je bila zelo cenjena kot znak družbene in intelektualne večvrednosti, eloquentia (govorna sposobnost, zgovornost) pa je veljala za 'lepilo' civilizirane družbe. Retorika ni poudarjala znanja, čeprav je potrebovala sklicevanje na literarne vire, temveč način izražanja za izboljšanja ugleda, ki je odlikoval tiste, ki so imeli družbeno moč. Starodavni model retoričnega treninga - zadržanost, hladnost pod pritiskom, skromnost in dober humor - se je v 18. stoletju uveljavil kot zahodni izobraževalni ideal.
Latinski izraz illiteratus (grško agrammatos, slovensko nepismen) lahko pomeni 'nevešč branja in pisanja' ali 'pomanjkanje kulturne zavesti ali prefinjenosti'. Visokošolsko izobraževanje je spodbujalo karierno napredovanje, zlasti za pripadnike viteškega sloja v carski službi: "zgovornost in učenje sta bila znaka dobro vzgojenega človeka in vredni nagrade." Pesniku Horaciju je vrhunsko izobrazbo omogočil njegov oče, uspešen osvobojen suženj.
Urbane elite so si po vsem cesarstvu delile literarno kulturo, prežeto z grškimi izobraževalnimi ideali (paideia). Helenistična mesta so sponzorirala visokošolske šole kot izraz doseženega kulturnega razvoja. Mladi moški iz Rima, ki so si želeli pridobiti najvišjo stopnjo izobrazbe, so pogosto odhajali v tujino, da bi študirali retoriko in filozofijo, večinoma v eno od več grških šol v Atenah. Vzhodni učni načrt je bolj verjetno vključeval glasbo in telesno vzgojo ter pismenost in računanje. Vespazijan je po helenističnem modelu v Rimu ustanovil katedre slovnice, latinske in grške retorike in filozofije ter učiteljem omogočil posebne oprostitve davkov in zakonskih kazni. Učitelji osnovnih šol teh ugodnosti niso dobili. Kvintilijan je postal prvi predstojnik katedre za slovnico. V vzhodnem cesarstvu je bil Beritus (sodobni Bejrut) nenavadno mesto, saj so tam poučevali v latinščini, zaslovel pa je po svoji šoli rimskega prava. Kulturno gibanje, znano kot drugo sofistično (1.–3. stoletje n. št.), je spodbujalo asimilacijo grških in rimskih družbenih, izobraževalnih in estetskih vrednot. Grške prvine, zaradi katerih so kritizirali Nerona, so se od Hadrijana naprej štele za sestavne dele cesarske kulture.

### Izobražene ženske
Pismene ženske niso bile samo izobražene aristokratke, ampak tudi ženske iz nižjih družbenih slojev, usposobljene na primer za kaligrafinje in pisarke. Prijateljice, ki jih navaja Avgustova ljubezenska poezija, čeprav izmišljene, predstavljajo ideal, da mora biti zaželena ženska izobražena, dobro podkovana v umetnosti in neodvisna. Zdi se, da je bila izobrazba v času cesarstva običajna za hčere senatorskega in viteškega reda. Visoko izobražena ženska je bila v družbeno ambicioznih gospodinjstvih zelo cenjena, medtem ko je Martial izobraževanje žensk imel za nepotrebno razkošje. 
Ženska, ki je v antičnem svetu s svojo izobrazbo dosegla največjo prepoznavnost, je bila Aleksandrijka Hipatija, ki je mlade moške izobraževala v matematiki, filozofiji in astronomiji ter rimskemu prefektu v Egiptu svetovala o politiki. Njen vpliv jo je spravil v konflikt z krščanskim aleksandrijskim škofom Cirilom, ki je bil morda vpleten v njeno smrt leta 415, ko se je zaradi napada krščanskih množic njeno življenje predčasno in nasilno končalo.

### Zaton pismenosti
Pismenost je začela upadati, morda dramatično, med družbeno-politično krizo tretjega stoletja. Po pokristjanjevanju Rimskega cesarstva so kristjani in cerkveni očetje sprejemali in uporabljali latinsko in grško pogansko literaturo, filozofijo in naravoslovje kot prikaz sožitja s svetopisemskimi navedbami.
Edward Grant o tem piše:
"Ob popolnem zmagoslavju krščanstva konec četrtega stoletja bi se Cerkev morda odzvala proti grškemu poganskemu učenju na splošno in zlasti grški filozofiji, pri čemer je v slednjem ugotovila veliko nesprejemljivega ali morda celo žaljivega. Morda so si močno prizadevali zatirati pogansko učenje kot nevarnost za Cerkev in njene nauke.
Toda niso. Zakaj ne?
Morda je razlog za to počasno širjenje krščanstva. Po štirih stoletjih so se kristjani kot pripadniki ločene religije naučili živeti z grškim posvetnim učenjem in ga uporabljati v lastno korist. V njihovo izobrazbo je močno vstopila latinska in grška poganska literatura in filozofija... Čeprav so bili za kristjane nekateri vidiki poganske kulture in učenja nesprejemljivi, jih niso imeli za raka, ki ga je treba izrezati iz krščanskega telesa."
Julijan, edini cesar po Konstantinovi spreobrnitvi, ki je zavrnil krščanstvo, je kristjanom prepovedal poučevanje klasičnega učnega načrta z utemeljitvijo, da bi lahko slabo vplivali na duševnost mladine.
Medtem ko je pisanje na zvitku poudarjalo nadaljevalno naravo daljšega besedila, je knjiga v obliki kodeksa spodbudila "delni" pristop k branju s citiranjem, razdrobljeno interpretacijo in izločanjem misli.
V 5. in 6. stoletju je zaradi postopnega zatona in končnega padca Zahodnega rimskega cesarstva branje postajalo redkejše tudi za tiste, ki so spadali v cerkveno hierarhijo. V Vzhodnem rimskem cesarstvu, znanem tudi kot Bizantinsko cesarstvo, se je branje nadaljevalo tudi v srednjem veku, saj je bilo izrednega pomena kot instrument bizantinske civilizacije.

## Književnost
V tradicionalnih literarnih krogih se obdobje pozne republike in vladavine cesarja Avgusta pojmuje kot "zlata doba" latinske književnosti. Besedila te dobe utelešajo klasične ideale "enotnosti celote, deleža delov in skrbno artikuliranje na videz brezšivne kompozicije". Trije najbolj znani klasični latinski pesniki - Vergilij, Horacij, in Ovid - pripadajo ravno temu obdobju. Vergilij je napisal pesnitev Eneida in ustvaril rimski nacionalni ep po vzoru grških homerskih epov. Horacij je izpopolnil uporabo grških besedilnih metrov v latinskih verzih. Ovidova erotična poezija je bila izjemno priljubljena, vendar je zašla v avgustovski program moralnega čiščenja; to je bil eden izmed navideznih vzrokov, zaradi katerega ga je cesar izgnal v Tomis (sodobna Konstanca (Constanța) v Romuniji), kjer je ostal do konca svojega življenja. Ovidove Metamorfoze so bile neprekinjena pesem petnajstih knjig, ki so opisovale grško-rimsko mitologijo od nastanka vesolja do oboževanja Julija Cezarja. Ovidove različice grških mitov so postale eden glavnih virov kasnejše klasične mitologije, njegovo delo pa je bilo v srednjem veku tako vplivno, da so 12. in 13. stoletje imenovali Ovidova doba.
Glavni avtor latinske proze avgustovske dobe je zgodovinar Livij, katerega poročilo o ustanovitvi Rima in zgodnji zgodovini je postalo najbolj znana različica sodobne literature. V to obdobje spada tudi Vitruvijeva knjiga De architectura, edino celovito in ohranjeno delo o arhitekturi iz obdobja antike.
Latinski pisatelji so bili prežeti z grško literarno tradicijo in so prilagajali njene oblike in večino vsebine, vendar pa so Rimljani satiro obravnavali kot žanr, v katerem so presegli Grke. Horacij je napisal satirične verze, preden se je ustalil kot Avgustov dvorni pesnik, zgodnji Principat pa je ustvaril tudi satirika Perzija in Juvenala. Juvenalova pozija ponuja živahno starčevo perspektivo urbane družbe.
Obdobje od sredine 1. stoletja do sredine 2. stoletja se običajno imenuje 'srebrna doba' latinske literature. V času Neronove vladavine so se razočarani pisatelji odzvali na samodrštvo. Trije vodilni pisatelji - Seneka kot filozof, dramatik in Neronov mentor, Lucan, njegov nečak, ki je Cezarjevo državljansko vojno upodobil v epski pesnitvi in romanopisec Petronij (Satirikon) so naredili samomor, potem ko so zašli v cesarjevo nemilost. Seneca in Lucan sta bila iz Hispanije, prav tako poznejši epigramatik in zavzet družbeni opazovalec Martial, ki je izrazil svoj ponos nad svojo celtibersko dediščino. Martial in epski pesnik Statij, čigar pesniška zbirka Silvae je imela daljnosežen vpliv na renesančno literaturo, sta pisala v času vladavine cesarja Domicijana.
Tako imenovana srebrna doba je ustvarila več uglednih pisateljev, med njimi tudi enciklopedista Plinija Starejšega, njegovega nečaka, znanega kot Plinij mlajši in zgodovinarja Tacita. Naravna zgodovina Plinija Starejšega, ki je umrl med prizadevanji za pomoč ob nesrečnem izbruhu Vezuva, je obsežna zbirka flore in favne, draguljev in mineralov, podnebja, medicine, čudakov narave, umetniških del in starin znanost. Tacitov ugled literarnega umetnika se ujema ali presega njegovo vrednost kot zgodovinarja; njegovo slogovno eksperimentiranje je ustvarilo »enega najmočnejših slogov latinske proze«. Dvanajst cezarjev njegovega sodobnika Svetonija je eden glavnih virov za cesarsko biografijo.
Med cesarskimi zgodovinarji, ki so pisali v grščini, so Dionizij iz Halikarnasa, judovski zgodovinar Jožef Flavij in senator Kasij Dion. Drugi pomembni grški avtorji cesarstva so biograf in antikvar Plutarh, geograf Strabon in retorik in satirik Lukijan. Priljubljeni grški ljubezenski romani so bili del razvoja dolgoročnih obliki fantastičnih del, ki so zastopana v latinščini ki jih predstavljata Petronijev Satirikon in Zlata zadnjica pisca Apuleja.
Od 2. do 4. stoletja so krščanski avtorji, ki so postali latinski cerkveni očetje, v aktivnem dialogu s klasično tradicijo, znotraj katere so se izobraževali. Tertulijan iz rimske Afrike, spreobrnjen v krščanstvo, je bil Apulejev sodobnik in eden najzgodnejših proznih avtorjev, ki je vzpostavil izrazito krščanski glas. Po spreobrnitvi Konstantina v latinski literaturi prevladuje krščanski vidik. Ko se je govornik Simah zavzemal za ohranitev rimskih verskih tradicij, mu je dejansko nasprotoval Ambrož, milanski škof in bodoči svetnik - razprava, ki so jo ohranili njihovi poslanci.
V poznem 4. stoletju je Sveti Hieronim zapisal latinski prevod Biblije, ki je postala vzor kot Vulgata. Avguštin iz Hipona, še eden od cerkvenih očetov iz afriške province, je bil imenovan za »enega najvplivnejših pisateljev zahodne kulture«, njegove Izpovedi pa včasih veljajo za prvo avtobiografijo zahodne literature. V O Božjem mestu proti poganom Avguštin gradi vizijo večnega, duhovnega Rima, novega imperium sine fine, ki bo presegel propadajoče cesarstvo.
V nasprotju z enotnostjo klasične latinščine ima literarna estetika pozne antike preizkušeno kakovost, ki jo primerjajo z mozaiki, značilnimi za to obdobje. Stalno zanimanje za verske tradicije Rima pred krščansko prevlado se kaže v 5. stoletju, z Saturnalie pisca Macrobija in Poroki filologije in Merkurja avtorja Martiana Capella. Med pomembne latinske pesnike pozne antike spadajo Ausonij, Prudencij, Claudijan in Sidonij Apollinaris. Ausonij (ok. 394), bordojski vzgojitelj cesarja Gracijana, je bil vsaj nominalno kristjan, čeprav v svojih občasno nespodobnih mešanih žanrih ohranja literarno zanimanje za grško-rimske bogove in celo druidizem. Cesarski panegirist Klavdijan (umrl 404) je bil vir illustris, za katerega se zdi, da se ni nikoli spreobrnil. Prudencij (približno 413), rojen v Hispaniji Tarraconensis in goreč kristjan, je bil temeljito podkovan v pesnikih klasične tradicije in njihovo vizijo poezije kot spomenika nesmrtnosti spreminja v izraz pesnikovega prizadevanja za večno življenje, ki se konča s krščanskim odrešenjem. Sidonij (umrl 486), po rodu iz Lugdunuma, je bil rimski senator in škof v Clermontu, ki je gojil tradicionalen način življenja v vili in opazoval, kako Zahodno cesarstvo podlega vpadom barbarov. Njegova poezija in zbrana pisma ponujajo edinstven pogled na življenje v pozni rimski Galiji z vidika človeka, ki je "preživel konec svojega sveta".
V bizantinski književnosti so prepoznavni štirje različni kulturni elementi: grški, krščanski, rimski in orientalski. Bizantinsko književnost se pogosto razvršča v pet kategorij: zgodovinsko in letopisno, enciklopedijsko (med največje bizantinske enciklopediste spadajo patriarh Fotij, Mihael Psel in Mihael Honijat) ter esejistično in posvetno pesništvo. 
Edina izvirna bizantinska junaška epska pesnitev je Digenes Akritas (grško Διγενής Ακρίτας), napisana v 11. ali 12. stoletju. Nastala je na izročilu akritskih pesmi, junaških pesmi, ki so opevale borbe bizantinskih graničarjev (akritov) z Arabci. Napisana je v tako imenovanem političnem stihu. 
V preostalo kategorijo spadajo cerkvena in teološka književnost ter ljudska poezija. 
Od približno tri tisoč ohranjenih del bizantinske književnosti je samo tristo trideset del s posvetno poezijo, zgodovino, znanostjo in psevdoznanostjo. Posvetna bizantinska književnost je namreč najbolj cvetela od 9. do 12. stoletja, medtem ko se je cerkvena književnost (pridige, liturgične knjige in pesmi, teologija in verske razprave) razvila že mnogo prej. Njen najbolj viden predstavnik je bil Roman Melodist.

## Verovanje
Religija v Rimskem cesarstvu je zajemala navade in prepričanja, ki so jih Rimljani šteli za svoja, pa tudi številne kulte, ki so jih prevzeli v Rimu ali jih izvajali ljudje po provincah. Rimljani so se imeli za visoko verne in so svoj uspeh kot svetovna sila pripisovali svoji kolektivni pobožnosti (pietas) pri ohranjanju dobrih odnosov z bogovi (pax deorum). Staro verovanje, za katero se domneva, da izhaja še iz časov najstarejših rimskih kraljev, je bila temelj mos maiorum, 'poti prednikov' ali 'tradicije', ki je bila osrednja za rimsko identiteto. Načela, ki bi bilo podobno sodobni 'ločitvi cerkve in države', ni bilo. Duhovništvo državne vere so popolnjevali iz istega družbenega bazena moških, ki so opravljali tudi javne funkcije, v cesarski dobi pa je bil cesar Pontifex Maximus.
Rimska religija je bila praktična in pogodbena, temeljila je na načelu do ut des ('dajem, da lahko daš'). Religija je bila odvisna od znanja in pravilnega izvajanja molitve, obreda in žrtvovanja, ne od vere ali dogme, čeprav latinska literatura ohranja naučena ugibanja o naravi božanskega in njegovem odnosu do človeških zadev. Za navadne Rimljane je bila religija del vsakdanjega življenja. Vsak dom je imel domače svetišče, v katerem so izvajali molitve in poveličevali družinska domača božanstva. Sosedska svetišča in sveti kraji, kot so izviri in gaji, so se pojavljali v mestih. Apulej (2. stoletje) je opisoval vsakodnevno kakovost religije, ko je opazoval, kako se lahko ljudje, ki so šli mimo nekega kultnega kraja, zaobljubijo ali dajo sadje ali pa samo nekaj časa sedijo. Rimski koledar je bil strukturiran okoli verskih obredov. V cesarski dobi so bili 135 dni v letu namenjeni verskim praznikom in igram (ludi). Ženske, sužnji in otroci so sodelovali v številnih verskih dejavnostih.
Po razpadu republike se je državna vera prilagodila podpori novemu cesarskemu režimu. Avgust je kot prvi rimski cesar obstoj samostojne vladavine podprl z obsežnim programom verskega preporoda in reform. Javne zaobljube, ki so jih pred njegovo dobo izrekali za varnost republike, so bile zdaj usmerjene v dobro cesarja. Tako imenovano 'čaščenje cesarja' je v velikem obsegu razširilo tradicionalno rimsko čaščenje mrtvih prednikov in Genija, božanskega skrbnika vsakega posameznika. Po smrti je cesar z glasovanjem senata lahko postal državno božanstvo (divus). Cesarski kult, na katerega oblikovanje je vplival helenistični kult vladarja, je postal eden glavnih načinov, kako je Rim utrjeval svojo prisotnost v provincah in gojil skupno kulturno identiteto in zvestobo po vsem cesarstvu. Kulturna preteklost v vzhodnih provincah je omogočila hitro širjenje cesarskega kulta, geografsko vse do avgustovske vojaške naselbine v Najranu v današnji Savdovi Arabiji. Zavrnitev državne religije je postala enaka izdaji cesarja. To je bil tudi osrednji vidik rimskega konflikta s krščanstvom, ki so ga Rimljani na začetku za razliko od kristjanov obravnavali kot obliko ateizma in novo obliko praznoverja.
Rimljani so znani po velikem številu božanstev, ki so jih častili, zaradi česar so se posmehovali zgodnjekrščanskim polemikom. Ko so Rimljani svojo prevlado širili po vsem Sredozemskem svetu, je bila njihova politika na splošno namenjena absorbiranju božanstev in kultov drugih ljudstev, namesto da bi jih poskušali izkoreniniti. Rim je spodbujal stabilnost med različnimi ljudstvi tako, da je podpiral njihovo versko dediščino in gradil templje lokalnim božanstvom, ki so oblikovala njihovo teologijo znotraj hierarhije rimske religije. Napisi po celotnem cesarstvu beležijo vzporedno čaščenje lokalnih in rimskih božanstev, vključno s posvetili Rimljanov lokalnim bogovom. Do vrhunca cesarstva so v Rimu in v provincah gojili številne kulte psevdo-tujih bogov (rimske ponovitve tujih bogov), med njimi kulte Kibele, Izide, Epone in sončnih bogov, kot sta Mitra in Sol Invictus, najdeno na severu do Rimske Britanije. Ker Rimljani niso bili nikoli dolžni gojiti samo enega boga ali samo enega kulta, verska strpnost ni bila problem v smislu, da gre za konkurenco monoteističnim verovanjem.
Skrivnostne religije, ki so ponujale odrešitve v posmrtnem življenju, so bile stvar osebne izbire posameznika, ki se je izvajala poleg opravljanja družinskih obredov in sodelovanja v javni veri. Skrivnosti pa so vključevale izključne prisege in tajnost, razmere, na katere so konservativni Rimljani sumničavo gledali kot na značilnosti 'magije', zarote (coniuratio) in subverzivne dejavnosti. Občasno in brutalno so poskušali zatreti vernike, katerih dejavnost bi morebiti lahko nakazovala, kot da ogrožajo tradicionalno moralo in enotnost. V Galiji so preverjali moč druidov, najprej s prepovedjo rimskim državljanom, da pripadajo redu, nato pa s popolno prepovedjo druidizma. Hkrati pa so v okviru cesarske teologije predelali keltske tradicije (interpretatio romana); nova galo-rimska religija se je združila s svojim glavnim mestom v svetišču Trije Galci v Lugdunumu (sodobni Lyon, Francija).). Svetišče je služilo kot vzorec za zahodni kult kot obliko rimsko-provincialne identitete.
Monoteistična strogost judovstva je predstavljala težave za rimsko politiko, kar je nato občasno vodilo do kompromisov in odobritve posebnih izjem. Tertulijan je opozoril, da je bila judovska vera v nasprotju s kristjani veljala za religio licita, 'zakonito vero'. Do vojne med Rimljani in Judi je prišlo, ko so konflikti, tako politični kot verski, postali nerešljivi. Ko je Kaligula želel postaviti zlati kip svojega božanskega jaza v Jeruzalemski tempelj, je morebitno oskrunjenje in verjetno vojno preprečila le njegova pravočasna smrt. Obleganje Jeruzalema leta 70 n. št. je pripeljalo do opustošenja templja in razpršitve judovske politične moči.
Krščanstvo se je kot judovska verska sekta pojavilo v rimski provinci Judeji v 1. stoletju n. št. Religija se je postopoma razširila iz Jeruzalema, sprva preko središč v Antiohiji, nato preko Aleksandrijie in sčasoma po celotnem cesarstvu in tudi širše. Začasno dovoljena preganjanja so bila omejena in občasna, mučeništva pa so se najpogosteje dogajala pod nadzorom lokalnih uradnikov.
Prvo cesarsko preganjanje kristjanov se je zgodilo v času cesarja Nerona in je bilo omejeno na mesto Rim. Tacit poroča, da so po velikem rimskem požaru leta 64 nekateri izmed prebivalcev za požar krivili Nerona in da je cesar skušal krivdo preusmeriti na kristjane. Po Neronu je v času vladavine cesarja Domicijana prišlo do naslednjega večjega preganjanja kristjanov; leta 177 se je zgodilo preganjanje v Lugdunumu (sedanji Lyon), galsko-rimski verski prestolnici. V preživelem pismu Plinija mlajšega, guvernerja Bitinije, cesarju Trajanu je opisano njegovo preganjanje in usmrtitve kristjanov. Decianovo preganjanje 246–251 je resno ogrozilo Cerkev, vendar je na koncu okrepilo krščansko kljubovanje. Dioklecijan se je lotil najhujšega preganjanja kristjanov, ki je trajalo od leta 303 do 311.
V začetku 4. stoletja je Konstantin I. postal prvi cesar, ki se je spreobrnil v krščanstvo. Do zaključka 4. stoletja je krščanstvo postalo prevladujoča religija cesarstva. Cesar Julijan je pod vplivom svojega svetovalca Mardonija s kratkotrajnim poskusom oživil tradicionalno in helenistično religijo ter hkrati potrdil poseben status judovstva, vendar je leta 380, s Solunskim ediktom v času cesarja Teodozija I. (po Bitka pri Mrzli reki v današnji Vipavski dolini), krščanstvo postalo uradno državno verstvo Rimskega cesarstva, za razliko od vseh drugih. Od 2. stoletja dalje so cerkveni očetje začeli obsojati vse ostale religije, ki so jih izvajali po vsem cesarstvu, kot 'poganske'. Zahteve tradicionalistov po verski strpnosti, (na primer senator Simmah, umrl 402), so zadušili s prizadevanji papeža Damaza I. in Ambroža Milanskega - rimski upravitelj (oz. cesar) je postal milanski škof (374–397); krščanski monoteizem je postal značilnost cesarjeve prevlade. Krščanske heretike in nekristjane so izločili iz javnega življenja ali jih preganjali, toda prvotna verska hierarhija Rima in številni vidiki njegovih poganskih obredov so vseeno vplivali na krščanske navade. Številna predkrščanska verovanja in prakse so tako v preoblečeni obliki preživeli v krščanstvu kot uradni cerkveni prazniki in lokalne navade.

## Kulturna zapuščina
Zaradi velikega obsega in dolžine obstoja Rimskega cesarstva so rimske upravne prakse in kultura močno in trajno vplivale na razvoj jezika, religije, umetnosti, arhitekture, filozofije, prava in oblik vladanja ne samo na ozemlju, ki ga je obsegalo, temveč tudi daleč preko meja. Jezik Rimljanov se je razvil v romanske jezike srednjeveškega in modernega sveta, medtem ko je klasična grščina postala jezik Vzhodnega rimskega cesarstva. Sprejetje krščanstva v cesarstvu je privedlo do oblikovanja srednjeveškega krščanstva. Grška in rimska umetnost sta močno vplivali na italijansko renesanso. Rimska arhitekturna tradicija je služila kot osnova za romansko, renesančno in neoklasično arhitekturo, močno pa je vplivala tudi na islamsko arhitekturo. Rimsko pravo ima naslednike v mnogih današnjih pravnih sistemih, na primer v Napoleonovem zakoniku, pa tudi v francoskem in italijanskem sodobnem pravu; rimske republiške institucije so pustile trajno zapuščino, ki je vplivala na srednjeveške italijanske mestne republike in  države, pozneje pa tudi na politično ureditev v ZDA in drugih modernih demokratičnih republikah

## Politična zapuščina
Po padcu Zahodnega rimskega cesarstva si je status naslednice Rimskega cesarstva želelo prilastiti več držav. Srednjeveško Sveto rimsko cesarstvo, poskus oživitve cesarstva na Zahodu, je bilo ustanovljeno leta 800, ko je papež Leon III na božični dan kot rimskega cesarja kronal frankovskega kralja Karla Velikega, čeprav se cesarstvo in cesarska uprava niso oblikovali še nekaj desetletij. Po padcu Carigrada se je rusko carstvo kot dedič pravoslavne krščanske tradicije Bizantinskega cesarstva štelo za tretji Rim (Konstantinopel je bil drugi). Ti koncepti so znani kot translatio imperii.
Ko so Osmani, ki so svojo državo temeljili na bizantinskem vzoru, leta 1453 zavzeli Konstantinopel, je sultan Mehmed II. mesto izbral za svojo prestolnico in trdil, da je zasedel prestol Rimskega cesarstva. Šel je celo tako daleč, da je z namenom ponovne združitve cesarstva po vzoru imperialnega Rima sprožil invazijo na Italijo in v svojo prestolnico povabil evropske umetnike, vključno z Gentilejem Bellinijem.
Teritorialna zapuščina Rimskega cesarstva na Apeninskem polotoku je vplivala na italijanski nacionalizem in združitev Italije (Risorgimento) leta 1861. Nasledstvo Rimskega imperija si je lastila tudi fašistična ideologija, zlasti Italijansko cesarstvo in nacistična Nemčija.
Na srednjeveškem Zahodu je Rim postal sopomenka za katoliško cerkev in rimskega papeža. Grška oblika imena, Romaioi, je ostala vezana na grško govoreče krščansko prebivalstvo vzhodnega rimskega cesarstva in jo Grki še vedno uporabljajo.
V ZDA so bili ustanovitelji klasično izobraženi in so za znamenitosti in zgradbe v Washingtonu uporabili klasične vzorce, da bi se izognili fevdalnim in verskim povezavam z evropsko arhitekturo, kot so gradovi in katedrale. Pri oblikovanju svoje teorije mešane ustave so ustanovitelji iskali vzor v atenski demokraciji in rimski republiki, pri čemer pa so rimskega cesarja šteli za primer tiranije.

## Navedeni viri
- Abbott, Frank Frost (1901). A History and Description of Roman Political Institutions. Elibron Classics. ISBN 978-0-543-92749-1.
- Adams, J. N. (2003). »'Romanitas' and the Latin Language«. The Classical Quarterly. 53 (1): 184–205. doi:10.1093/cq/53.1.184. JSTOR 3556490.
- Albrecht, Michael von (1997). A History of Roman Literature: From Livius Andronicus to Boethius : with Special Regard to Its Influence on World Literature. Zv. 2. BRILL. ISBN 978-90-04-10709-0.
- Ando, Clifford (2000). Imperial Ideology and Provincial Loyalty in the Roman Empire. University of California Press. ISBN 978-0-520-22067-6.
- Auguet, Roland (2012). Cruelty and Civilization: The Roman Games. Routledge. ISBN 978-1-135-09343-3.
- Boardman, John, ur. (2000). The Cambridge Ancient History: The High Empire, A.D. 70–192. Zv. Vol. 11. Cambridge University Press. ISBN 978-0-521-26335-1. {{navedi knjigo}}: |volume= ima odvečno besedilo (pomoč)
- Bohec, Yann Le (2000). The Imperial Roman Army. Psychology Press. ISBN 978-0-415-22295-2.
- Bowersock, Glen Warren; Brown, Peter; Grabar, Oleg (1999). Late Antiquity: A Guide to the Postclassical World. Harvard University Press. str. 625. ISBN 978-0-674-51173-6.
- Bowman, Alan; Garnsey, Peter; Cameron, Averil, ur. (2005). The Cambridge Ancient History: Volume 12, The Crisis of Empire, AD 193–337. Cambridge University Press. ISBN 978-0-521-30199-2.
- Bradley, Keith (1994). Slavery and Society at Rome. Cambridge University Press. ISBN 978-0-521-37887-1.
- Cavallo, Guglielmo; Chartier, Roger (1999). A History of Reading in the West. Polity Press. ISBN 978-0-7456-1936-1.
- Clarke, John R. (1991). The Houses of Roman Italy, 100 B.C.-A.D. 250: Ritual, Space, and Decoration. University of California Press. ISBN 978-0-520-08429-2.
- Dyson, Stephen L. (2010). Rome: A Living Portrait of an Ancient City. JHU Press. ISBN 978-1-4214-0101-0.
- Edmondson, J.C. (1996). »Dynamic Arenas: Gladiatorial Presentations in the City of Rome and the Construction of Roman Society during the Early Empire«. Roman Theater and Society. University of Michigan Press.
- Edwards, Catharine (2007). Death in Ancient Rome. Yale University Press. ISBN 978-0-300-11208-5.
- Elsner, Jaś; Huskinson, Janet (2011). Life, Death and Representation: Some New Work on Roman Sarcophagi. Walter de Gruyter. ISBN 978-3-11-020213-7.
- Frier, Bruce W.; McGinn, Thomas A. (2004). A Casebook on Roman Family Law. Oxford University Press. ISBN 978-0-19-516185-4.
- Gagarin, Michael, ur. (2010). The Oxford Encyclopedia of Ancient Greece and Rome. Oxford University Press. ISBN 978-0-19-517072-6.
- Goldsworthy, Adrian (2003). The Complete Roman Army. London: Thames & Hudson. ISBN 978-0-500-05124-5.
- Goldsworthy, Adrian Keith (2009). How Rome Fell: Death of a Superpower. New Haven, Connecticut: Yale University Press. ISBN 978-0-300-13719-4. Commodus Gibbon.
- Habinek, Thomas N. (2005). The World of Roman Song: From Ritualized Speech to Social Order. JHU Press. ISBN 978-0-8018-8105-3.
- Harris, W. V. (1989). Ancient Literacy. Harvard University Press. ISBN 978-0-674-03381-8.
- Holleran, Claire (2012). Shopping in Ancient Rome: The Retail Trade in the Late Republic and the Principate. OUP Oxford. ISBN 978-0-19-969821-9.
- Humphrey, John H. (1986). Roman Circuses: Arenas for Chariot Racing. University of California Press. ISBN 978-0-520-04921-5.
- Huzar, Eleanor Goltz (1978). Mark Antony: a Biography. Minneapolis: University of Minnesota Press. ISBN 978-0-8166-0863-8.
- Johnson, William A; Parker, Holt N (2009). Ancient Literacies: The Culture of Reading in Greece and Rome. Oxford University Press. ISBN 978-0-19-971286-1.
- Johnson, William A. (2010). Readers and Reading Culture in the High Roman Empire: A Study of Elite Communities. Oxford University Press. ISBN 978-0-19-972105-4.
- Jones, A. H. M. (1960). »The Cloth Industry Under the Roman Empire«. The Economic History Review. 13 (2): 183–192. doi:10.1111/j.1468-0289.1960.tb02114.x (neaktivno 14. januar 2021). JSTOR 2591177.{{navedi časopis}}:  Vzdrževanje CS1: neaktiven DOI (2021) (povezava)
- Kelly, Christopher (2007). The Roman Empire: A Very Short Introduction. Oxford University Press. ISBN 978-0-19-280391-7.
- Kousser, Rachel Meredith (2008). Hellenistic and Roman Ideal Sculpture: The Allure of the Classical. Cambridge University Press. ISBN 978-0-521-87782-4.
- Laes, Christian (2011). Children in the Roman Empire: Outsiders Within. Cambridge University Press. ISBN 978-0-521-89746-4.
- Marshall, Anthony J. (1976). »Library Resources and Creative Writing at Rome«. Phoenix. 30 (3): 252–264. doi:10.2307/1087296. JSTOR 1087296.
- Millar, Fergus (2012). »Empire and City, Augustus to Julian: Obligations, Excuses and Status«. Journal of Roman Studies. 73: 76–96. doi:10.2307/300073. JSTOR 300073.
- Mommsen, Theodore (2005) [1909].  William P. Dickson (ur.). The provinces of the Roman empire from Caesar to Diocletian. Prevod: William P. Dickson. Ann Arbor, Michigan: University of Michigan Library.
- Morris, Ian; Scheidel, Walter (2009). The Dynamics of Ancient Empires: State Power from Assyria to Byzantium. Oxford University Press. ISBN 978-0-19-970761-4.
- Naerebout, Frederick G. (2009). »Dance in the Roman Empire and Its Discontents«. Ritual Dynamics and Religious Change in the Roman Empire. Proceedings of the Eighth Workshop of the International Network Impact of Empire (Heidelberg, 5–7 July 2007), Brill.
- Nicolet, Claude (1991). Space, Geography, and Politics in the Early Roman Empire. University of Michigan Press. ISBN 978-0-472-10096-5.
- Peachin, Michael, ur. (2011). The Oxford Handbook of Social Relations in the Roman World. Oxford University Press. ISBN 978-0-19-518800-4.
- Potter, David Stone; Mattingly, D. J. (1999). Life, Death, and Entertainment in the Roman Empire. University of Michigan Press. ISBN 978-0-472-08568-2.
- Potter, David S., ur. (2009). A Companion to the Roman Empire. John Wiley & Sons. ISBN 978-1-4051-9918-6.
- Rochette, Bruno (2012). »Language Policies in the Roman Republic and Empire«. A Companion to the Latin Language. str. 549–563. doi:10.1002/9781444343397.ch30. ISBN 978-1-4443-4339-7.
- Rawson, Beryl (1987). The Family in Ancient Rome: New Perspectives. Cornell University Press. ISBN 978-0-8014-9460-4.
- Rawson, Beryl (2003). Children and Childhood in Roman Italy. OUP Oxford. ISBN 978-0-19-151423-4.
- Roberts, Michael John (1989). The jeweled style: poetry and poetics in late antiquity. Cornell University Press. ISBN 978-0-8014-2265-2.
- Rüpke, Jörg (2007). A Companion to Roman Religion. Wiley. ISBN 978-0-470-76645-3.
- Stambaugh, John E. (1988). The Ancient Roman City. JHU Press. ISBN 978-0-8018-3692-3.
- Sullivan, Richard, D. (1990). Near Eastern Royalty and Rome, 100-30 BC. Toronto: University of Toronto Press. ISBN 978-0-8020-2682-8.
- Vout, Caroline (2009). »The Myth of the Toga: Understanding the History of Roman Dress«. Greece and Rome. 43 (2): 204–220. doi:10.1093/gr/43.2.204. JSTOR 643096.
- Winterling, Aloys (2009). Politics and Society in Imperial Rome. John Wiley & Sons. ISBN 978-1-4051-7969-0.
- Wiseman, T.P. (1970). »The Definition of Eques Romanus«. Historia. 19 (1): 67–83.
- Wood, Gordon S. (2011). The Idea of America: Reflections on the Birth of the United States. Penguin Publishing Group. ISBN 978-1-101-51514-3.